# Controvérsias envolvendo o governo Jair Bolsonaro

Imagem de um boneco inflável de Bolsonaro em Brasília durante os protestos contra o governo em 2021.

As controvérsias envolvendo o Governo Bolsonaro referem-se ao histórico de polêmicas envolvendo o governo do ex-Presidente do Brasil, Jair Messias Bolsonaro.
Antes de ser eleito nas eleições presidenciais em 2018, o então deputado federal Jair Bolsonaro ficou conhecido por suas opiniões polêmicas sobre diversos temas como a ditadura militar brasileira, a união de pessoas do mesmo sexo, e imigração. Como presidente da nação, continuou a dar declarações controversas, consideradas de extrema-direita.

## Negacionismo e revisionismo histórico

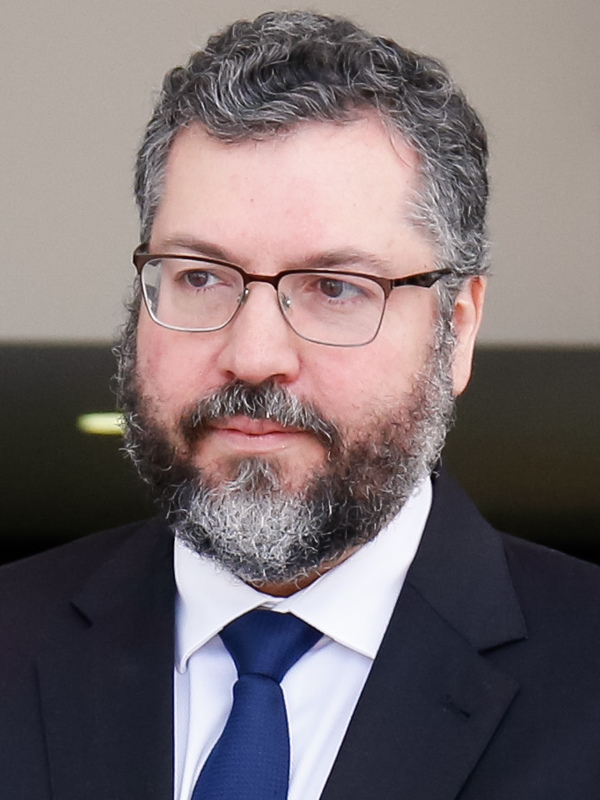
Ernesto Araújo, ministro das Relações Exteriores, afirmou que o nazismo foi um "movimento de esquerda".

Membros do governo Bolsonaro já deram várias declarações de cunho revisionista e negacionista a respeito de fatos históricos. No dia 28 de março, Bolsonaro determinou ao Ministério da Defesa a produção de um documento com referências ao golpe militar de 1964 e que foi lido nos quartéis. A intenção, segundo o presidente, foi "rememorar" o fato e identificar pontos corretos e errados para o "bem do Brasil no futuro". O texto afirma, sem mencionar "golpe militar", que a ascensão dos militares ao poder se deu para interromper" a escalada em direção ao totalitarismo". O Instituto Vladimir Herzog e o Conselho Federal da Ordem dos Advogados do Brasil (OAB) fizeram uma denúncia em caráter confidencial à Organização das Nações Unidas (ONU) do que definiram como "tentativa de modificar a narrativa sobre o golpe de 1964", que deu início à ditadura militar (1964-1985).
No dia 31 de março, o Palácio do Planalto divulgou um vídeo negando que o golpe de 1964 tenha sido de fato um golpe. A Secretaria de Imprensa da Presidência confirmou que material foi enviado em um grupo de WhatsApp, mas não soube dizer quem enviou para o canal da presidência e disse que o governo não produziu o vídeo. Posteriormente, o empresário Osmar Stábile declarou ser o "autoprodutor" do filme; ele alegou não saber como o filme foi parar na Secretaria da Presidência. Em 4 de abril, o governo enviou telegrama à ONU afirmando que "não houve golpe de Estado" em 1964 e que os 21 anos de ditadura foram necessários "para afastar a crescente ameaça de uma tomada comunista do Brasil".
Em março de 2019, o ministro das Relações Exteriores, Ernesto Araújo, provocou críticas de historiadores no Brasil e no exterior ao dizer que dois regimes totalitários, o fascismo e o nazismo, eram de esquerda. A declaração foi dada em uma entrevista ao canal Brasil Paralelo publicada em 17 de março de 2019 e divulgada nas redes sociais. Esta foi a primeira vez que Araújo diz algo do tipo como ministro de Estado, mas ele já havia feito declarações semelhantes no passado. No dia 2 de abril, o próprio Bolsonaro disse "não ter dúvida" de que o nazismo era um regime de esquerda. "Não há dúvida, não é? Partido Socialista, como é que é? Da Alemanha. Partido Nacional Socialista da Alemanha", respondeu o presidente.
O nazismo foi uma corrente política alemã que surgiu na esteira da ascensão do fascismo na Europa e fundamentou o Estado totalitário de Adolf Hitler. Assim como o fascismo, se caracterizou pelo nacionalismo, o autoritarismo e o anticomunismo. Há consenso acadêmico de que o nazismo se tratou de um movimento de extrema-direita e assim ele é considerado pelo próprio governo da Alemanha, assim como pelo Centro Mundial de Memória do Holocausto, o Yad Vashem, em Jerusalém, Israel. Em entrevista ao jornal O Globo em setembro de 2018, o embaixador da Alemanha no Brasil, Georg Witschel, afirmou que a declaração "é uma besteira". Heinz Bierbaum, do partido Die Linke, disse que é "uma completa distorção dos fatos históricos" classificar o nazismo como de esquerda. "Sem qualquer dúvida, o nazismo é um movimento fascista [...] eles não foram responsáveis apenas pela morte de 6 milhões de judeus, mas também de 20 mil membros de partidos de esquerda", completou Bierbaum.

## Ditadura militar brasileira
No dia 25 de março de 2019, o Porta-voz da Presidência da República anunciou que o presidente Jair Bolsonaro orientou os quartéis a comemorarem no dia 31 de março a “data histórica” do aniversário do golpe de estado que instaurou a ditadura militar em 1964. Após o anúncio, o Ministério da Defesa divulgou em seu site uma "ordem do dia", a ser lida nas unidades militares, cujo conteúdo ignora o aspecto autoritário do regime e diz que "atendendo ao clamor da maioria da população e da imprensa brasileira, as Forças Armadas assumiram a estabilização do processo em que foi interrompida a escalada em direção ao totalitarismo".
Os membros e ex-membros das Forças Armadas Brasileiras que atualmente trabalham como ministros no governo de Bolsonaro (esses membros e ex-membros serviram durante a Quinta República Brasileira) pediram cautela no tom para evitar ruídos desnecessários diante do clima político acirrado e dos riscos de polêmicas afetarem os debates na Câmara dos Deputados sobre a proposta de reforma da Previdência enviada pelo governo federal em fevereiro.
No dia 28 de março de 2019, devido a repercussão negativa na mídia e críticas por parte de aliados do governo, do Congresso Nacional e setores da justiça, Bolsonaro negou que tenha feito a determinação ao Ministério da Defesa de “comemorar” o golpe. Ele disse em um evento da Justiça Militar: “Não foi comemorar. Foi rememorar, rever o que está errado, o que está certo e usar isso para o bem do Brasil no futuro”.
Bolsonaro antes de ser presidente já havia dado declarações controversas sobre o período em que os militares governaram o país, essa foi uma das primeiras falas sobre a ditadura que Bolsonaro fez após ser eleito Presidente da República.
A Procuradoria Federal dos Direitos do Cidadão do Ministério Público Federal divulgou uma nota no dia seguinte a orientação feita pelo Palácio do Planalto na qual afirmou que a comemoração do golpe militar de 1964 merece "repúdio social e político", que a mesma é incompatível com o Estado Democrático de Direito devido as políticas de violações sistemáticas aos direitos humanos que aconteceram no regime, que o ato de comemorá-lo "se reveste de enorme gravidade constitucional" e pode configurar improbidade administrativa.
A juíza Ivani da Luz, da 6.ª Vara Federal em Brasília proibiu no dia 29 de março o Governo Bolsonaro e o Ministério da Defesa de comemorar o aniversário do golpe de estado de 1964, a juíza atendeu a um pedido de liminar apresentado pela Defensoria Pública da União, o pedido alegou "risco de afronta à memória e à verdade" e emprego irregular de recursos públicos nos eventos da comemoração. A juíza disse que a comemoração do golpe desobedece o princípio da prevalência dos direitos humanos, previsto na Constituição de 1988. A Advocacia-Geral da União recorreu da decisão no mesmo dia e alegou que as ações propostas não preenchem os requisitos necessários para a concessão de uma medida liminar, logo, a desembargadora Maria do Carmo Cardoso, do Tribunal Regional Federal da 1ª Região (TRF-1) cassou a liminar e, dessa maneira, as comemorações do aniversário do golpe militar de 1964 ocorreram normalmente sem impedimento da Justiça Federal.
No dia 3 de abril, o então ministro da Educação, Ricardo Vélez Rodríguez, disse em uma entrevista que "haverá mudanças progressivas" nos livros didáticos para que "as crianças possam ter a ideia verídica, real", do que foi a sua história. Referia-se à maneira como o regime militar é retratado, atualmente, nas escolas brasileiras, o então ministro afirmou que o golpe de estado no país não existiu e que o regime que o sucedeu não era uma ditadura. De acordo com ele, a história brasileira mostra que o que ocorreu em 1964 foi uma decisão soberana da sociedade brasileira, que a Constituição de 1946 foi seguida, porque a mesma previa que no caso de ausência do presidente por um determinado tempo o Congresso deveria escolher um novo representante e, que o regime que assumiu o comando do país na época surgiu de "de uma composição e de uma decisão política [...] em que o Executivo chamou a si mais funções". Ele ainda disse que o regime foi "um regime democrático de força porque era necessário nesse momento".
Com a polêmica saída de Ricardo Vélez Rodríguez do comando do MEC, a proposta não foi levada adiante e, devido a isso, não houve alterações nos livros didáticos.

### Nomeação de militares para cargos no governo

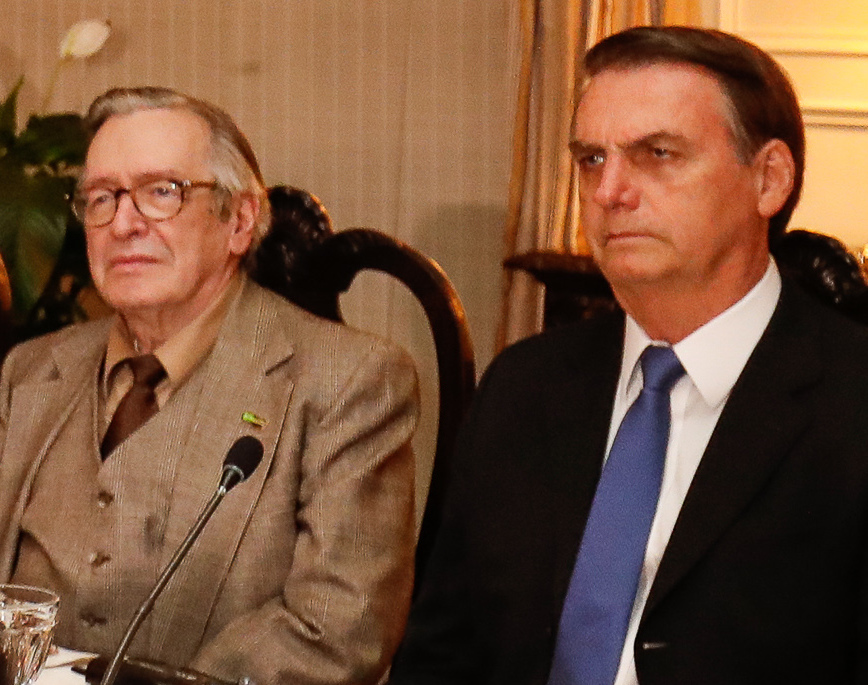
Olavo de Carvalho ao lado de Bolsonaro

Os militares ocupam grande parte do gabinete de Jair Bolsonaro, sendo também um militar, Hamilton Mourão, ocupante a vice-presidência do Brasil; foi um militar, inclusive, quem substituiu Gustavo Bebianno, no seu ofício do gabinete. Entretanto, seu principal ideólogo, Olavo de Carvalho, passou a demonstrar descontentamento com a classe militar, inclusive com o próprio vice-presidente, Hamilton Mourão.
A situação se agravou quando Mourão começou a dar opiniões opostas a de Olavo e a do próprio Bolsonaro; Mourão se mostrou a favor ao aborto, contra uma derrubada insurgente do regime de Nicolás Maduro, na Venezuela, além de classificar o Nazismo como oposto ao comunismo.
Olavo, alguns membros da família de Bolsonaro e os influenciadores digitais apoiadores do presidente, acusaram Mourão de conspirar contra o governo, ao apoiar teses diferentes da do presidente, pois, segundo eles, tentava agradar opositores de Jair para conseguir chegar ao poder após uma iminente queda do presidente; Marco Feliciano, pediu o impedimento de Mourão, porém ele não foi acatado pelo Presidente da Câmara e o processo acabou sendo arquivado na Câmara dos Deputados.
Em junho de 2020, Sérgio Xavier Ferolla, ex-presidente do Superior Tribunal Militar (STM), criticou a proximidade de membros das Forças Armadas do Brasil ao Governo Jair Bolsonaro, afirmando que tal atitude prejudica a imagem das instituições.
Luís Roberto Barroso, ministro do Supremo Tribunal Federal, em entrevista concedida ao programa de televisão Roda Viva em 15 de junho de 2020, declarou ser preocupante que cargos no governo sejam "povoados" por militares e que isso causaria uma identificação dos militares com o executivo, obtendo vantagens e privilégios, o que seria um "desastre". Barroso comparou ainda essa militarização ao que ocorreu na Venezuela. Por essas declarações, o ministro sofreu duras críticas da ala militar do governo.
Em 17 de junho de 2020, o Poder360 divulgou um levantamento com o número de cargos ocupados por militares no governo Bolsonaro, são 2.930, 92,6% no Executivo, 7,2% estão no Judiciário e 0,03% estão no Legislativo. Em 29 de junho, um coletivo de ONGs anunciam que vão elaborar documentos denunciando as atitudes do governo à ONU, em trecho do documento, é lembrado que o número de militares no governo já é maior que na época da ditadura.

### Comemoração do golpe militar de 1964
No dia 17 de março de 2021, o governo Bolsonaro conseguiu um recurso na Justiça para comemorar o golpe de Estado do Brasil que ocorreu em 1964.

## Política educacional
| |  | |
| Ricardo Vélez, ex-ministro da Educação, disse que pretendia fazer uma "revisão" dos livros didáticos de História. |  | Abraham Weintraub anunciou cortes de 30% em universidades federais que "estiverem fazendo balbúrdia". |

Durante sua campanha presidencial, Bolsonaro teve como principal proposta na área de educação "expurgar a ideologia de Paulo Freire" e retirar das escolas e universidades o que ele chama de "doutrinação da esquerda", que foi, segundo ele, o conjunto de ideologias que os governos do Partido dos Trabalhadores impuseram as instituições de ensino do país.
No dia 2 de janeiro, o Ministério da Educação publicou um edital que orienta editoras sobre a criação de livros didáticos enviados às escolas públicas brasileiras para alunos do 5.º ao 9.º ano do Ensino Fundamental. A edital dizia que os livros didáticos poderiam (a partir da publicação do edital) conter propagandas, não precisariam apontar bibliografias e que suas ilustrações não precisariam retratar "adequadamente a diversidade étnica da população brasileira, a pluralidade social e cultural do país", essa última mudança deu margem para que esses livros possam mostrar apenas personagens de uma determinada etnia. Em quanto às regras ortográficas, o edital retirou a exigência de que livros estejam "isentos de erros de revisão e/ou impressão", no entanto, em parte anterior do documento, referente ao projeto gráfico-edital, está explícito que "não serão selecionadas obras que apresentem erros crassos de revisão e/ou impressão". Foram também retirados trechos que exigiam o compromisso com ações de não-violência contra a mulher.
No dia 9 de janeiro, o então Ministro da Educação, Ricardo Vélez, anulou as mudanças feitas pelo edital anterior devido ao que a Assessoria de Comunicação Social do MEC chamou de "erros que foram detectados no documento". De acordo com a assessoria do ministério, as alterações foram feitas pela gestão anterior do MEC, no governo Temer. O ex-ministro Rossieli Soares negou que a gestão dele tenha executado tais modificações. A anulação do edital ocorreu após a repercussão negativa do caso na mídia brasileira.
No final de abril de 2019, o ministro da educação, Abraham Weintraub, disse, em uma entrevista ao jornal O Estado de S. Paulo, que o Ministério da Educação vai cortar recursos de universidades federais que não apresentarem "desempenho acadêmico esperado" e, ao mesmo tempo, estiverem promovendo “balbúrdia” em seus câmpus, na época, três universidades já estavam enquadradas nessa situação, essas eram, a Universidade de Brasília (UnB), a Universidade Federal Fluminense (UFF) e a Universidade Federal da Bahia (UFBA). De acordo com o MEC, as três universidades tiveram 30% das suas dotações orçamentárias anuais bloqueadas, o bloqueio foi efetuado por meio de uma medida que entrou em vigor na semana anterior as declarações do ministro. Os cortes atingiram as chamadas despesas discricionárias, estas são destinadas a custear gastos como água, luz, limpeza, bolsas de auxílio a estudantes, e outros. O MEC e o ministro informaram que a comida que é dada no horário de intervalo das universidades, conhecida como "bandejão", e o programa de assistência estudantil não foram afetados pelo corte, apesar desses recursos integrarem as despesas discricionárias.
O ministro Weintraub recuou dessa decisão e anunciou que esse bloqueio orçamentário seria estendido para todas as universidades federais do país, e não apenas aquelas que "promovessem balbúrdia". A decisão ocorreu após a repercussão negativa por parte da mídia e por parte de reitores de universidades federais, o ministro avaliou que a ideia de bloquear o orçamento apenas de universidades que "promovessem balbúrdia" poderia ser questionada pela justiça.
O reitor da Universidade de São Paulo (USP), Floriano Peixoto de Azevedo Marques, disse, em entrevista a BBC News Brasil, que se a medida proposta pelo ministro tem como objetivo fazer "controle ideológico", ela é "absolutamente inconstitucional". Segundo Marques, cobrar a universidade por uma boa gestão é um "dever dos governantes e da sociedade", mas a atual medida do governo "parece ilustrar uma visão mais de controle ideológico do que controle de gestão". O reitor continuou, dizendo que, "se balbúrdia é produzir conhecimento que não convém ao governo, essa medida é cerceadora da autonomia, é anti-isonômica e anti-institucional". Bolsonaro e o ministro Weintraub não comentaram as declarações.
No dia 25 de junho, em uma transmissão ao vivo, o presidente Bolsonaro e o ministro Weintraub, falaram da ideia de investir menos nas áreas de filosofia e sociologia, o ministro tomou como exemplo a educação no Japão e disse que parte do dinheiro dos contribuintes brasileiros vai para faculdades como de filosofia e sociologia, enquanto, de acordo com ele, no Japão esse dinheiro é colocado em faculdades que "geram retorno de fato", ele mencionou os cursos de enfermagem, veterinária, engenharia e medicina, o ministro também disse que para quem está em cursos da área de humanas na atualidade não haverá mudanças.
No dia seguinte, Bolsonaro publicou um texto no Twitter, no qual ele diz que o MEC estuda "descentralizar" investimentos em faculdades de filosofia e sociologia (área de humanas), reforçou que quem está matriculado nesses cursos na atualidade não será afetado e que o objetivo é focar em áreas que gerem "retorno imediato ao contribuinte". Continuou, afirmando que a função do governo é "respeitar o dinheiro do contribuinte" e ensinar aos jovens "um ofício que gere renda para a pessoa e bem-estar para a família".
O presidente do Conselho de Reitores das Universidades Brasileiras (Crub) e reitor da Universidade Presbiteriana Mackenzie, Benedito Guimarães Aguiar Neto, pontuou ao Jornal O Globo que é inegável que o Brasil precise de técnicos para desenvolver a inovação tecnológica, continuou, dizendo que por essa razão o país está perdendo em níveis globais de competitividade e de inovação, mas ele ressaltou que a "tomada de decisão pressupõe uma visão ampla do contexto social em que o técnico, o engenheiro, aquele profissional da tecnologia se encontra", ele afirmou que uma ampla formação em ciências humanas é "fundamental para a formação de qualquer área do conhecimento".

## Relações internacionais
Especulações sobre desavenças entre Macron e Bolsonaro vieram à tona na cúpula do G20, em Osaka, Japão, no final de junho de 2019, após o presidente francês ameaçar não assinar o acordo de livre comércio entre a UE e o Mercosul se Bolsonaro abandonasse o Acordo de Paris sobre o clima. Posteriormente, os líderes se encontraram e Bolsonaro teria convidado Macron visitar a Amazônia e ver de perto o que vinha sendo feito, segundo ele, para a preservação da região, e garantiu que não deixaria o pacto ambiental.
Cerca de um mês após a reunião do G20, no entanto, Bolsonaro cancelou uma reunião de 30 minutos que teria com o chanceler francês Jean-Yves Le Drian em Brasília. Segundo o Itamaraty, o encontro teria sido cancelado por "problemas de agenda" do presidente da República, mas, na hora em que a reunião deveria acontecer, Bolsonaro estava cortando o cabelo, enquanto transmitia ao vivo pelas redes sociais presidenciais. O presidente depois alegou que não se reuniu com o chanceler francês porque Le Drian teve encontros com representantes da oposição e de ONGs brasileiras. Alguns dias depois, Le Drian ironizou a "emergência capilar" do presidente brasileiro.
No dia 22 de agosto, Macron postou em sua conta do Twitter uma mensagem sobre os incêndios na Amazônia onde pedia que os países do G7 pusessem essa "crise internacional" na pauta do encontro. Ele também usou uma foto antiga de uma queimada na Amazônia, tirada pelo fotojornalista Loren McIntyre, morto em 2003. Bolsonaro aproveitou a imagem anacrônica para lamentar que Macron buscasse "instrumentalizar" uma questão interna do Brasil para "ganhos pessoais" e afirmar que o "tom sensacionalista" adotado por Paris "não contribui em nada para a solução do problema amazônico" e evoca "mentalidade colonialista descabida no século XXI". Em resposta, Macron acusou Bolsonaro de mentir quando lhe disse na cúpula do G20 que estava comprometido com o Acordo de Paris e afirmou que seria contrário ao acordo entre União Europeia (UE) e Mercosul caso o governo brasileiro não mudasse sua política ambiental. Bolsonaro "lamentou" que um "chefe de Estado como o da França" tenha chamado o presidente brasileiro de "mentiroso", afirmando que não é o governo brasileiro que "divulga fotos do século passado para potencializar o ódio contra o Brasil por mera vaidade".

## Meio ambiente

#### Exoneração de desafeto
Durante a campanha eleitoral de 2018, Bolsonaro reclamou diversas vezes do que chamava de "festa de multas" do Ibama. Ele próprio foi multado ao ser flagrado pescando ilegalmente numa reserva protegida no Rio de Janeiro, em 2012. O fiscal responsável pela multa contra Bolsonaro, José Augusto Morelli, foi exonerado em março de 2019, no que foi considerado uma "vingança pessoal" de Bolsonaro.

#### Extinção de colegiados, conselhos e comitês
Em 11 de abril de 2019, o governo brasileiro editou o Decreto nº 9.759, que extinguiu todos os colegiados da administração pública federal instituídos por decreto ou ato normativo inferior. No âmbito do Ministério do Meio Ambiente, por exemplo, foram extintos: o Fórum Brasileiro de Mudança do Clima (FBMC), o Plano Nacional de Recuperação da Vegetação Nativa (Planaveg) e sua respectiva comissão (Comissão Executiva para Controle do Desmatamento Ilegal e Recuperação da Vegetação Nativa (Conaveg)), a Comissão Nacional da Biodiversidade (Conabio) e a Comissão Nacional de Florestas (Conaflor). Não estão incluídos o Conselho Nacional do Meio Ambiente (Conama), o Conselho de Gestão do Patrimônio Genético (CGen) e o Comitê Gestor do Fundo Nacional sobre Mudança do Clima (FNMC), instituídos por Lei. Os demais colegiados, não instituídos por Lei, foram todos extintos.
Dois meses depois, Bolsonaro editou o Decreto 9.784, revogando, a partir de 28 de junho, os decretos de criação de dezenas de conselhos, colegiados e comitês federais publicados entre 2003 e 2017. A medida, segundo justificou, iria acabar com órgãos "aparelhados politicamente, com nomes bonitos e iria gerar uma economia gigantesca". Foram extintos: o "Grupo Técnico para acompanhamento das Metas e Objetivos de Desenvolvimento do Milênio", o "Grupo Executivo Interministerial para acompanhar a implementação das ações de competência dos órgãos federais no Arquipélago de Marajó", o "Grupo Executivo Intergovernamental para a Regularização Fundiária na Amazônia Legal", o "Comitê de Gestão Integrada das Ações de Atenção à Saúde e de Segurança Alimentar para a População Indígena", entre outros.

#### Paralisação do Fundo Amazônia
Entre os colegiados extintos pelo Decreto nº 9.759 também estão o Comitê Orientador do Fundo Amazônia (Cofa) e o Comitê Técnico do Fundo Amazônia (CTFA), que faziam o fundo acontecer. O governo sequer avisou Alemanha e Noruega, principais doadores. Desde o início do mandato de Jair Bolsonaro, em janeiro de 2019, nenhum novo programa de proteção da Amazônia foi financiado pelo fundo, apenas repasses a projetos que já estavam contratadas em anos anteriores. Estas ações levaram alemães e noruegueses a suspender indefinidamente as doações ao fundo. Segundo o Instituto Socioambiental, enquanto o governo Bolsonaro alega não ter dinheiro para combater a explosão do desmatamento e das queimadas, mantém parados cerca de R$ 3 bilhões no Fundo, mecanismo de financiamento justamente destinado a esse objetivo, entre outros.

#### Demissão do diretor do Inpe

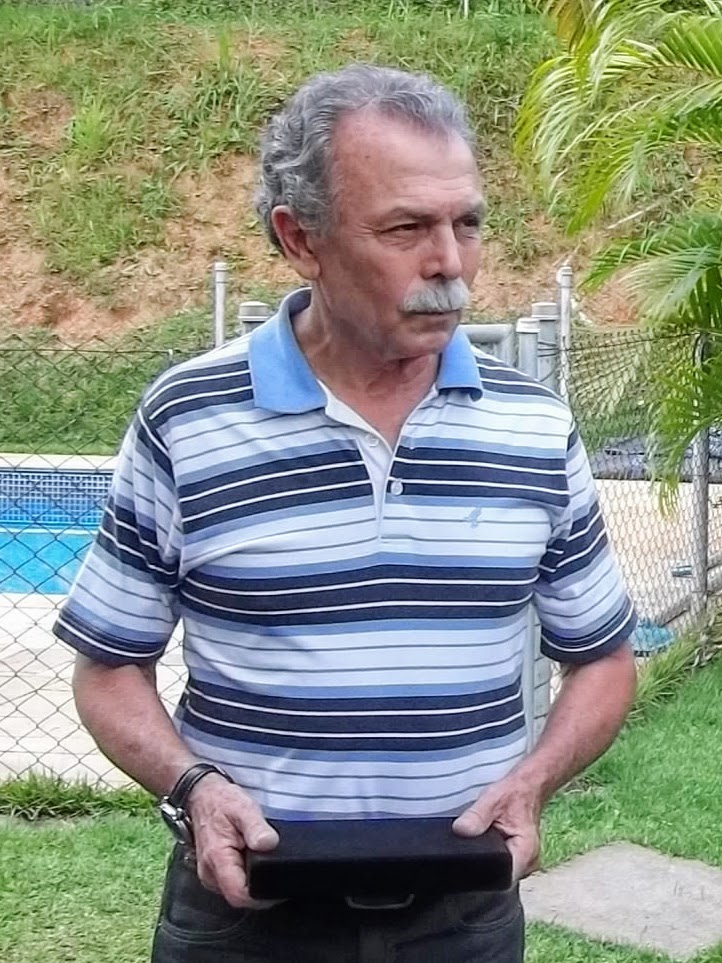
Ricardo Galvão, ex-diretor do Instituto Nacional de Pesquisas Espaciais, foi exonerado após uma polêmica divulgação de dados que mostravam o desmatamento na Amazônia.

No dia 3 de julho de 2019, o Instituto Nacional de Pesquisas Espaciais (Inpe) divulgou dados que mostraram que o índice de desmatamento na Floresta Amazônica aumentou 88% em relação ao mesmo mês em 2018, ou seja, o desmatamento na Amazônia atingiu 920 quilômetros quadrados de floresta, em junho. Este foi o pior registro de desmatamento na floresta desde 2016.
No dia 19 de julho, Bolsonaro questionou os dados sobre o desmatamento e disse suspeitar que o diretor do órgão responsável pela coleta de tais informações estaria "a serviço de alguma ONG"; disse ainda, em reunião com correspondentes internacionais em Brasília, que, "se for somado o desmatamento que falam dos últimos 10 anos, a Amazônia já se extinguiu". No dia seguinte, o então diretor do Inpe, Ricardo Galvão, refutou as afirmações sobre os dados do instituto, e disse: "o presidente já disse que os dados do Inpe não estavam corretos, segundo a avaliação dele, como se ele tivesse qualidade ou qualificação de fazer análise de dados ambientais!"; sobre a declaração de que estaria possivelmente a serviço de alguma ONG, ele o rebateu, afirmando que tem 48 anos de serviço público e que nunca teve nenhum relacionamento com nenhuma ONG e nunca recebeu nada mais do que além do seu salário como servidor público brasileiro.
No dia 22 de julho, Bolsonaro criticou novamente o instituto e seu então diretor, Ricardo Galvão; disse que não pode ser "pego de calças curtas" pelos dados divulgados, e seguiu dizendo, dessa vez em relação ao diretor do órgão: "você pode divulgar os dados, mas tem que passar pelas autoridades. Até para não ser surpreendido, por mim, para não ser surpreendido". Ele também falou sobre o impacto desses dados no mundo e disse que a divulgação direta deles (sem passar por outras autoridades antes) "dificulta" negociações comerciais conduzidas pelo governo brasileiro com outros países; ao falar sobre isso citou o tratado de livre-comércio entre Mercosul e UE. Mais tarde, o Porta-voz da Presidência disse que o Planalto não tem intenção de esconder os dados do Inpe.
Em 2 de agosto, após reunião com o Ministro da Ciência e Tecnologia, o astronauta brasileiro Marcos Pontes, o Diretor do Inpe anunciou que seria exonerado do cargo porque, de acordo com ele mesmo, houve "quebra de confiança" já que suas falas em relação ao presidente geraram "constrangimento" e, que após uma reunião que ele considerou "cordial" com o ministro Marcos Pontes, ele assentiu e disse que concorda com sua exoneração. Em seu lugar, assumiu interinamente o coronel da Força Aérea Brasileira, Darcton Damião — ele tem doutorado em desenvolvimento sustentável pela Universidade de Brasília.
No dia 21 de julho, o Conselho da Sociedade Brasileira para o Progresso da Ciência (SBPC) publicou um manifesto em apoio ao Inpe, que dizia: "Em ciência, os dados podem ser questionados, porém sempre com argumentos científicos sólidos, e não por motivações de caráter ideológico, político ou de qualquer outra natureza". O manifesto ainda chamava as críticas do presidente de "sem fundamento" e "ofensivas e inaceitáveis ao conhecimento científico".
Após a exoneração de Ricardo Galvão, o Presidente da Academia Brasileira de Letras e Secretário-Geral da Academia Mundial de Ciências, Luiz Davidovich, afirmou que Ricardo Galvão é "um cientista reconhecido internacionalmente por sua competência, sua seriedade e sua idoneidade"; também disse que, como diretor do Inpe, Galvão demonstrou uma "competência administrativa muito grande". Sobre a controversa com Bolsonaro, Davidovich afirmou que "é obrigação dos institutos de ciência e tecnologia transmitirem à sociedade a ciência que produzem", e continuou, dizendo que “informar os dados que têm de modo transparente aumenta a confiabilidade de seus dados” e terminou, falando que “ter liberdade de expressão e de comunicação é importante para a ciência”.

#### Registro de imóveis em terras indígenas não demarcadas
Em 16 de abril de 2020, a Funai publicou a Instrução Normativa n°9, permitindo que latifundiários e grileiros possam obter certificados de registros federais de imóveis em qualquer terra Indígena não demarcada do Brasil. Os efeitos práticos da normativa da Funai impactaram, até junho de 2022, 49 povos indígenas, totalizando mais de 250 mil hectares divididos por mais de 400 fazendas dentro de reservas indígenas em demarcação, do norte ao sul do país, desde abril de 2020. No Brasil, há mais de 250 terras ainda pendentes de homologação, mas que já têm processos de reconhecimento iniciados na Funai. Grupos de proteção aos indígenas viram nisso uma manobra para legalizar a grilagem dentro de áreas indígenas ainda não homologadas. No dia 29 do mesmo mês, o MPF se manifestou contrário à regra, e recomendou à Funai que derrube a portaria por criar uma situação de insegurança jurídica que aumenta “os riscos de conflitos fundiários e danos socioambientais”. Na ação, a procuradoria frisa que a medida “aumenta sensivelmente a vulnerabilidade dos povos indígenas nesse momento de crise sanitária em razão da pandemia de Covid-19”.

#### Subutilização de verba de programas de preservação
Segundo levantamento da rede de organizações da sociedade civil, Observatório do Clima, nos primeiros oito meses de 2020 o Ministério do Meio Ambiente gastou menos de 1% do dinheiro reservado a programas de preservação, como planejar ações de prevenção e combate a desastres ambientais. O ministério tinha em caixa mais de R$ 26,5 milhões livres para investir, mas usou pouco mais de R$ 105 mil, 0,4% do permitido.

#### Revogação do zoneamento agroecológico da cana-de-açúcar
No dia 15 de dezembro de 2021, em evento realizado na Fiesp, Bolsonaro falou da revogação, em novembro de 2019, de um decreto que proibia o plantio de cana-de-açúcar em áreas sensíveis ecologicamente, como Amazônia e Pantanal, e que estabelecia o zoneamento agroecológico da cultura:
"Eu não sabia que por decreto era proibido plantar cana-de-açúcar no Amazonas. Dá para imaginar um estado não poder plantar? Não tem cabimento. Revoguei o decreto. Vão falar que quero que o Amazonas vire canavial, mas que se exploda"— Bolsonaro, em evento na Fiesp - dezembro de 2021.
Apesar do discurso de Bolsonaro no evento, a revogação do decreto já havia sido suspensa, em abril de 2020, pela justiça, restabelecendo o zoneamento agroecológico da cultura.

#### Elogio à cavalaria estadunidense por extermínio de indígenas
Em março de 2022, o ministro da Justiça, Anderson Torres, concedeu a Medalha do Mérito Indigenista ao presidente Jair Bolsonaro. A condecoração, instituída em 1972, é concedida a pessoas que se destacam pelos trabalhos de proteção e promoção dos povos indígenas brasileiros.
Entretanto, em 1998, quando era deputado federal, Bolsonaro homenageou, em discurso, a Cavalaria Americana por matar indígenas e não ter mais "esse problema em seu país", lamentando que a cavalaria brasileira não tenha agido da mesma forma. "Foi incompetente", sentenciou.
"Até vale uma observação neste momento: realmente a cavalaria brasileira foi muito incompetente. Competente, sim, foi a Cavalaria norte-americana, que dizimou seus índios no passado e hoje em dia não tem esse problema no país".— Jair Bolsonaro — Deputado Federal
Além de Bolsonaro, foram agraciados ministros como Braga Netto (Defesa), Damares Alves (Mulher, Família e Direitos Humanos) e Tereza Cristina (Agricultura). Em 2021, ao sancionar o orçamento para 2022, o presidente cortou verbas que seriam destinadas à proteção e promoção de povos indígenas, que haviam sido aprovadas pelo Congresso. O presidente também é contrário à demarcação de novas terras indígenas e seu governo tem defendido a liberação do garimpo nas áreas já demarcadas.

#### Retirada de embargos contra mineradora ilegal
Em matéria publicada em 26 de março de 2022, o jornal The Intercept revelou que o presidente do Ibama, Eduardo Fortunato Bim, pressionou o então superintendente do órgão no Pará para derrubar embargos contra a mineradora Gana Gold. A empresa havia sido embargada pelo Ibama em 9 de setembro do ano anterior, durante a operação "Gold Rush", da Polícia Federal. Antes do embargo, com uma licença ambiental irregular, a empresa havia extraído mais de R$ 1 bilhão em ouro de uma unidade de conservação federal.

#### Fim da zona de amortecimento de Abrolhos
Em 28 de março, o mesmo Eduardo Bim, acabou com a zona de amortecimento do Parque Nacional de Abrolhos, no sul da Bahia, criada em 2006.

#### Políticas ambientais não executadas
Segundo dados de um balanço do orçamento-geral da União do ano de 2021, feito pelo Instituto de Estudos Socioeconômicos (Inesc), e divulgado em 2022, o governo federal usou, em 2021, menos da metade do recurso autorizado para ações de fiscalização ambiental. Após grande pressão nacional e internacional, em meados de 2021 o governo aumentou o orçamento destinado a estas ações, de R$ 85 milhões para R$ 236 milhões. Contudo, menos da metade do recurso foi efetivamente gasto no ano: R$ 95,2 milhões.
No ano de 2021, considerando todos os órgãos ambientais do governo federal – Ministério do Meio Ambiente, Ibama, ICMBio, Jardim Botânico – e o Fundo Nacional de Mudanças Climáticas (FNMC) , foram gastos apenas R$ 2,5 bilhões. Este orçamento de fato executado foi 21% mais baixo do que o autorizado para tais órgãos – R$ 3,17 bilhões – valor já bem abaixo do que o disponível em anos anteriores.
Também na área de prevenção e controle de incêndios florestais, o quadro de baixa execução orçamentária se repetiu. Inicialmente, estavam previstos apenas R$ 32 milhões para tais ações. Com a aprovação de recursos extraordinários, o orçamento subiu para R$ 62 milhões. Contudo, apenas R$ 46,6 milhões foram efetivamente gastos para estas atividades.
Segundo a análise do Inesc, a baixa execução orçamentária se deve, em grande parte, à falta de servidores nos órgãos ambientais e à ausência de profissionais nomeados para cargos de confiança com experiência e capacidade necessárias para conduzir a política ambiental brasileira.

#### Orçamento secreto
Um dispositivo da Lei de Diretrizes Orçamentárias (LDO), aprovada no Congresso dia 12 julho de 2022, permite o empenho de recursos federais para obras, sem controles e salvaguardas ambientais adequados e requisitos técnicos elementares, a partir das emendas de relator da LDO, centro do escândalo do “orçamento secreto”, contrariando a legislação, e orientações do Tribunal de Contas da União (TCU). Segundo integrantes da oposição, ambientalistas e especialistas, a norma vai aumentar as pressões políticas, sobretudo de governos locais e parlamentares, para a liberação de recursos, independente da avaliação de impactos socioambientais e das condicionantes previstas no licenciamento.

#### Falta de apoio à Força Nacional de Segurança Pública
Servidores da Funai (Fundação Nacional do Índio) que atuam na terra indígena Vale do Javari, no Amazonas, tiveram que fazer uma "vaquinha" (campanha de arrecadação de recursos) para que parte do efetivo da Força Nacional de Segurança Pública pudesse se deslocar pela região, já que, segundo coluna da jornalista Mônica Bergamo, no jornal Folha de S.Paulo, o Ministério da Justiça e Segurança Pública do governo Jair Bolsonaro, que coordena o órgão indigenista, não teria querido custear uma viagem de balsa no valor de R$ 600. A balsa foi necessária para transportar duas viaturas da cidade amazonense de Tabatinga para o município de Benjamin Constant. Os agentes da Força Nacional foram enviados à região após mais de um mês desde o assassinato do indigenista Bruno Pereira e do jornalista inglês Dom Phillips, em 5 de junho de 2022, mas, segundo servidores da Funai, na presente data (19 de julho de 2022), os policiais da Força Nacional ainda se encontram alocados em um hotel na cidade de Atalaia do Norte (AM) , e não foram destacados para as bases localizadas em terras indígenas, onde ficam os agentes da Funai que são alvos de ameaças de garimpeiros — e que seguem desprotegidos.

#### Negacionismo ambiental
No dia 9 de agosto, em entrevista ao canal do YouTube Flow, Bolsonaro reafirmou declarações de negacionismo e descompromisso com a pauta ambiental:
“A Amazônia não pega fogo por ser úmida”, respondeu, quando questionado sobre o aumento das queimadas entre 2019 e 2022. O presidente também voltou a acusar os indígenas e os povos tradicionais como responsáveis pelos crimes. Segundo Bolsonaro, muitos dos focos detectados por satélites são na verdade “fogueiras feitas por índios e ribeirinhos”.
Quando perguntado sobre a gestão e as investigações e processos que tramitam no Supremo Tribunal Federal (STF) contra o ex-ministro do meio ambiente Ricardo Salles, Bolsonaro as classificou como “abobrinhas que não interessam à população”.
A Amazônia também é palco de outro projeto polêmico relacionado à Ricardo Salles: o asfaltamento da BR-319, cujo licenciamento, executado pelo ex-ministro, foi classificado por Bolsonaro como uma “ação exemplar”. Após o licenciamento e anúncio federal de retomada do projeto, abandonado por seus riscos ambientais, o desmatamento e as queimadas dispararam na região, levando o estado do Amazonas para o segundo lugar entre os campeões de desmatamento na floresta.
Já os incêndios que atingiram 30% do bioma Pantanal em 2020, seriam resultado de combustão espontânea, logo “não se deve culpar o seu presidente pelos incêndios”. Entretanto, segundo estudos da Universidade Federal do Rio Janeiro e investigações da Polícia Federal, foi constatado que grande parte desses focos surgiram em propriedades privadas (grandes fazendas) e eram de origem humana e criminosa.
Sobre os assassinatos do indigenista Bruno Pereira e do jornalista britânico do The Guardian, Dom Phillips, em 5 de junho de 2022, o presidente voltou a culpar ambos por imprudência: “É pedir para se dar mal”, comentou, sem se lembrar da comoção internacional e nacional que as mortes causaram evidenciando o descontrole da violência na região.
Bolsonaro defendeu que a sua solução para todos os problemas da Amazônia é a continuidade das ações de regularização fundiária: “Assim poderemos ver quem pratica todos os crimes ambientais e multar”. Porém, Bolsonaro não menciona que grande parte das multas aplicadas durante a sua gestão não foram executadas, contribuindo para o ambiente de impunidade e violência.

### Desmatamento e incêndios

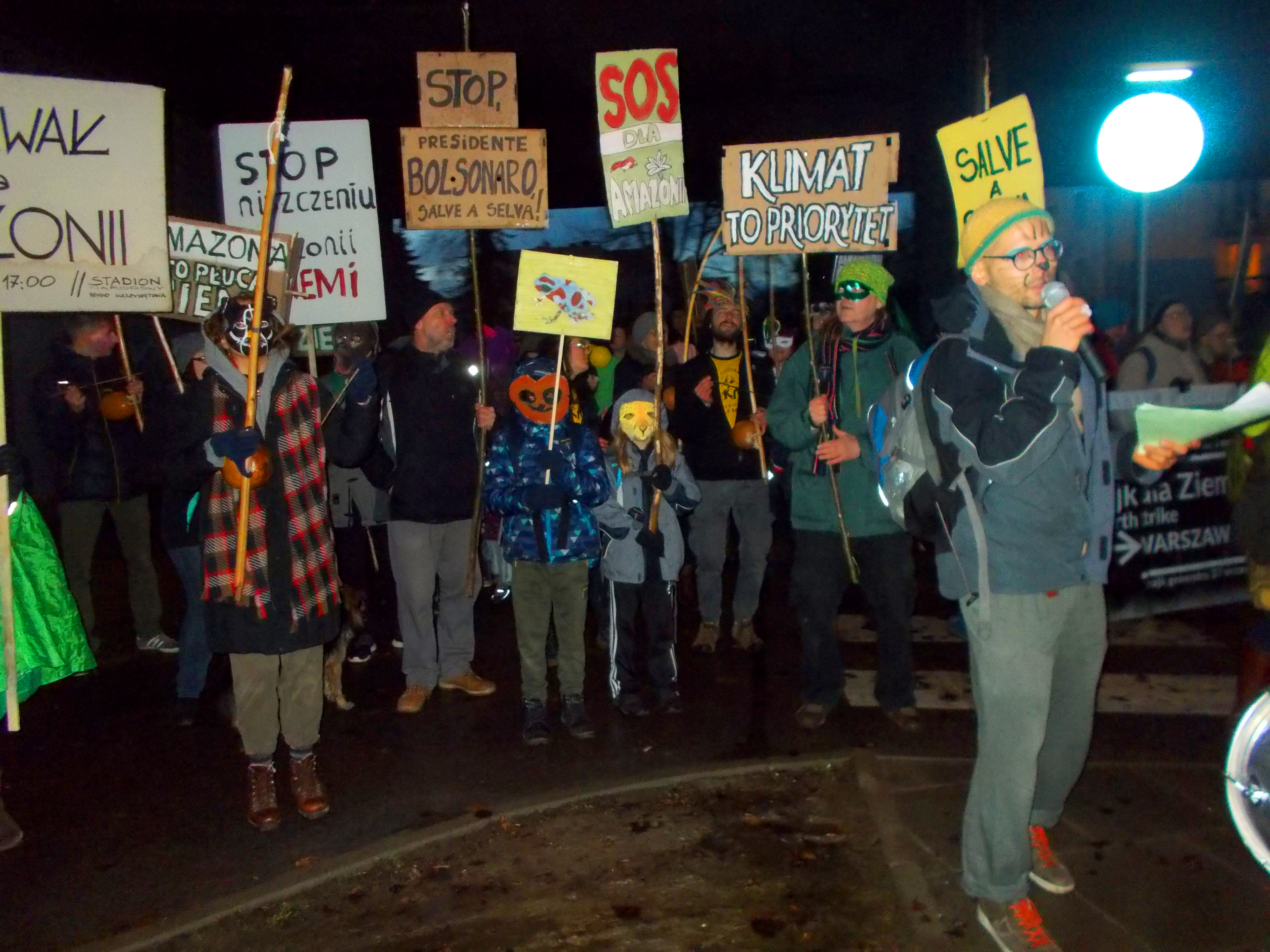
Protesto na embaixada brasileira em Varsóvia, Polônia.

De acordo com dados do Instituto Socioambiental (Isa), nos dois primeiros meses de 2019 a destruição da vegetação nativa na bacia do rio Xingu atingiu 8 500 hectares de floresta, o equivalente a 10 milhões de árvores e superou em 54% o desmatamento no mesmo período em 2018. Os dados foram obtidos por meio do Sirad X, o sistema de monitoramento de desmatamento da Rede Xingu +.
Mais de 600 cientistas europeus e 300 organizações indígenas em abril de 2019 publicaram um manifesto na revista Science desaprovando a atual política ambiental brasileira e pedindo que a União Europeia pressione o país para que respeite o ambiente e os povos indígenas. Em 8 de maio, oito ex-ministros do Meio Ambiente assinaram um manifesto contra as políticas ambientais do governo Bolsonaro. Sete deles se reuniram na Universidade de São Paulo para discutir um comunicado que condena, entre outras políticas, o "afrouxamento do licenciamento ambiental travestido de eficiência de gestão". "Exortamos a imprensa e as juventudes das escolas, crianças (como nos Estados Unidos e França) que saiam às ruas e praças porque o que está em jogo é o futuro deles, que vão sentir na prática essa política irracional que estamos assistindo", afirmou Rubens Ricupero, ex-ministro do Meio Ambiente no governo Itamar Franco.
Em 2 de agosto de 2019, em uma grande matéria de capa, a revista britânica The Economist trouxe como manchete uma expressão que pode ser traduzida como "Amazônia no leito de morte" e o desenho de um toco de árvore com a forma do Brasil. A reportagem critica a política ambiental de Jair Bolsonaro, que "pode provocar um colapso ecológico" e diz que o presidente do Brasil é "possivelmente o chefe de Estado mais perigoso do mundo em termos ambientais".
Em 21 de agosto de 2019, após o Inpe detectar mais milhares de focos de incêndios florestais na Amazônia, Bolsonaro atribuiu às organizações não governamentais (ONGs), que atuam na proteção ambiental, a responsabilidade de estarem envolvidas em incêndios ilegais, declarando que o Brasil está em "guerra [...] para conter o fogo criminoso". ONGs, como a WWF Brasil, o Greenpeace e o Instituto Brasileiro de Proteção Ambiental, rebateram e criticaram as afirmações de Bolsonaro.
Desde janeiro de 2019, início da gestão de Jair Bolsonaro, até março de 2022, apenas 2,17% dos alertas de desmatamento emitidos no Brasil pelo Inpe e por outras ferramentas de monitoramento de desmate, foram fiscalizados pelo governo federal, ou ocorreram em áreas com autorização para supressão de vegetação.
Essas ações ocorreram em uma área que abrange somente cerca de 13% de todo o território desmatado no país nesse período.
Em abril de 2022, segundo dados do Sistema de Alerta de Desmatamento (SAD) do  Imazon, foi detectada uma perda de 1 197 km² de floresta, 54% a mais do que o registrado no mesmo mês de 2021, sendo que abril é um mês da estação chuvosa, quando, historicamente, é registrado menos desmatamento. Foi o pior abril dos últimos quinze anos, desde que o instituto iniciou o monitoramento por satélites, em 2008.

#### Autonomia de órgãos ambientais
O governo Jair Bolsonaro demitiu o superintendente regional do Ibama no Pará, o coronel da Polícia Militar Evandro Cunha dos Santos, depois de ele ter dito em audiência pública, no dia 9 de setembro 2019, que recebeu ordem para interromper a queima de veículos que são flagrados pela fiscalização do órgão federal cometendo crimes ambientais na Amazônia.
Em 30 de abril de 2020, o então ministro do Meio Ambiente, Ricardo Salles, e o presidente do Ibama, Eduardo Bim, exoneraram os dois chefes do setor do Ibama responsável pelas grandes operações de repressão a crimes ambientais no país: Renê Luiz de Oliveira, coordenador-geral de fiscalização ambiental, e Hugo Ferreira Netto Loss, coordenador de operações de fiscalização. O ato ocorreu duas semanas depois da operação que ambos coordenaram a fim de fechar garimpos ilegais e impedir a disseminação do novo coronavírus em terras indígenas no sul do Pará. A saída de Renê e Loss, que vinham dando respaldo às ações de fiscalização, é considerada por fiscais uma guinada definitiva rumo ao controle, ambicionado pelo governo, das atividades de campo do órgão ambiental.
No dia 6 de maio de 2020, Bolsonaro editou o decreto nº 10.341, que retirou provisoriamente a autonomia de órgãos de proteção ambiental, responsáveis pelas operações contra desmatamento ilegal e incêndios na Amazônia Legal, como o Ibama e o ICMBio, os colocando sob a tutela das Forças Armadas. A vigência do decreto foi de 11 de maio de 2020 a 30 de abril de 2021, e teve como objetivo "ações preventivas e repressivas contra delitos ambientais, direcionada ao desmatamento ilegal e o combate a focos de incêndio. Um novo decreto publicado em 28 de junho, prorrogou o emprego das forças armadas em 26 municípios dos estados do Amazonas, Mato Grosso, Pará e Rondônia por um período de dois meses (até 31 de agosto). A ação ocorreu no âmbito das terras indígenas, unidades federais de conservação ambiental e áreas sob a jurisdição da União. Foi coordenada com o Conselho Nacional da Amazônia Legal junto com as entidades de proteção ambiental e órgãos de segurança pública dos estados, tendo como objetivo coibir crimes ambientais, especialmente o desmatamento ilegal. Segundo levantamento feito pela ONG britânica openDemocracy, até julho de 2021, haviam sido gastos 530 milhões de reais, empenhados no Comando Militar do Norte, para as ações na Amazônia. Para a ONG, mesmo com os vultuosos investimentos, os números do combate aos crimes ambientais são preocupantes. O levantamento revelou que a média de autos de infração lavrados pelos órgãos ambientais na primeira metade do governo Bolsonaro foi 30% menor do que a média dos anos anteriores (2015-2018). No mesmo período, o desmatamento da Amazônia Legal aumentou 47%. Ainda segundo o estudo, ao mesmo tempo que o governo gasta grandes somas de dinheiro empregando as Forças Armadas no combate aos crimes e desastres ambientais, as autarquias que combatem a destruição do meio ambiente no Brasil nunca sofreram tantos cortes de verbas, colocando, com esse desinvestimento, órgãos de proteção como o Instituto Brasileiro do Meio Ambiente e dos Recursos Naturais (Ibama) e Instituto Chico Mendes de Conservação da Biodiversidade (ICMBio) no menor piso orçamentário dos últimos vinte anos, sendo os valores insuficientes até mesmo para as despesas mínimas de manutenção de suas atividades básicas.
Segundo o Instituto Nacional de Pesquisas Espaciais, entre agosto de 2020 e julho de 2021, o Brasil sofreu o maior desmatamento desde 2006, com 13 235 km² de área desmatada. Neste mesmo período, o total de autuações foi o menor da série histórica, iniciada em 2003.

### Garimpo ilegal

#### Flexibilização de regras
Afirmando que iria criar empregos nos garimpos, Bolsonaro afrouxou as regras que permitem as atividades de mineração, uma delas foram as PLGs (permissões de lavra garimpeira). Na época, antes do governo fazer a alteração, Armin Mathis, professor da Universidade Federal do Pará (UFPA), doutor em Ciências Políticas lotado no Núcleo dos Altos Estudos Amazônicos (NAEA), apontou que o garimpo já tinha arcabouço legal.
Alguns meses antes, em maio de 2019, com o fim da "Operação Dilema de Midas", do Ministério Público Federal (MPF) de Santarém e da PF, foi apontado que as PLGs podem servir de fachada para extrair ouro ilegal de terras indígenas e unidades de conservação e formar um "amplo e sistemático esquema criminoso". Em entrevista ao Valor Econômico em setembro de 2019, o delegado-superintendente da Polícia Federal no Amazonas, Alexandre Silva Saraiva, falou do interesse do narcotráfico nos garimpos:
Isso está no nosso horizonte e é muitíssimo provável. O garimpo ilegal de ouro e o narcotráfico são duas atividades ilícitas muito próximas, tanto geograficamente quanto em termos de elementos que participam de uma e de outra atividade. Organizações criminosas vão onde tem dinheiro fácil e a gente observa que existe um círculo na região: ouro, droga e madeira; ouro, droga e madeira. O capital ilegal flutua aqui nessas três pontas. É como um investidor lícito que diversifica seus investimentos. Só que nesse caso é no mercado ilegal.— Alexandre Silva Saraiva
Garimpeiros do Pará afirmaram, em áudios distribuídos em grupos de aplicativos, que vieram a público em setembro de 2019, que cobraram dos então ministros Onyx Lorenzoni (Casa Civil) e Ricardo Salles (Meio Ambiente) a abertura de investigação contra servidores do Ibama e do ICMBio que destruíram equipamentos, flagrados pela fiscalização em crimes ambientais, no final de agosto e início de setembro do mesmo ano.

#### Vazamento de operação do Ibama
Uma operação contra garimpo ilegal, do Grupo Especializado de Fiscalização (GEF), a tropa de elite do Ibama, na Terra Indígena Munduruku, foi alvo, no início de agosto de 2020, de vazamento, que, suspeita-se, teria partido do Ministério do Meio Ambiente (MMA), que pode ter disponibilizado informações privilegiadas a garimpeiros da região, o que exigiu redirecionamento da ação de fiscalização para uma área secundária, Sai Cinza (fronteira de Munduruku). A operação também contou com a obstrução do Ministério da Defesa, que ordenou a suspensão da operação 'Verde Brasil 2', que visa combater ilícitos ambientais na Amazônia Legal com o emprego das Forças Armadas em Garantida da Lei e da Ordem (GLO), na tentativa de impedir o prosseguimento da ação do GEF. A ordem veio em reação a protestos locais de garimpeiros. Entretanto, as operações do grupo do Ibama não transcorrem no âmbito da GLO e são independentes. Como a pasta não possui gerência sobre a ação fiscalizatória do Ibama, a Defesa buscou dar efetividade à decisão proibindo a decolagem de três helicópteros do órgão ambiental. As aeronaves ficaram retidas administrativamente por dois dias, o que impediu o prosseguimento da ação na região, que, como dito, teve de ser redirecionada. Com a liberação das aeronaves e o redirecionamento, a operação do GEF/Ibama transcorreu com sucesso e, além da ação principal do dia 5 de agosto, foram realizadas ações em unidades de conservação próximas.
O ministro do Meio Ambiente, Ricardo Salles, pressionado pela comunidade internacional, acompanhou a operação, o que não o impediu de, depois de sobrevoar áreas de garimpo ilegal, se reunir com lideranças garimpeiras e defender que a exploração seja legalizada.

#### Tráfico de drogas e garimpo ilegal
Em dezembro de 2020, a Agência Sportlight encontrou 10 PLGs em nome de Silvio Berri Júnior, que tem um histórico criminal antigo, e mais recentemente foi apontado como um dos líderes de uma quadrilha.

#### Mineração "artesanal"
No dia 14 de fevereiro de 2022, Bolsonaro editou um decreto que cria o Programa de Apoio ao Desenvolvimento da Mineração Artesanal e em Pequena Escala (Pró-Mape), também chamado de "mineração artesanal", voltado principalmente à mineração na região amazônica. Na prática, segundo críticos, o decreto presidencial dá o sinal verde definitivo para os garimpeiros que atuam na extração de ouro em regiões protegidas da Amazônia.

## Corrupção e nepotismo

### Caso Queiroz

Flávio Bolsonaro durante sua posse como senador.

O "Caso Queiroz" teve início em 2018. As primeiras informações divulgadas pelo extinto Conselho de Controle de Atividades Financeiras (Coaf) apontaram movimentações atípicas no valor de 1,2 milhão de reais entre 2016 e 2017 em uma conta bancária de Fabrício José Carlos Queiroz, policial militar e ex-assessor parlamentar de Flávio Bolsonaro, filho do presidente e então deputado estadual. Na época das movimentações, Queiroz exercia as funções de motorista e segurança do político e as movimentações financeiras seriam incompatíveis com o patrimônio. No período, pelo menos oito funcionários do gabinete de Flávio fizeram depósitos no total de 150 mil reais na conta de Queiroz em datas posteriores aos pagamentos dos salários.
Tais operações levantaram suspeitas de que o parlamentar se apropriasse indevidamente de parte dos salários dos servidores, na prática ilegal conhecida como "rachadinha". Uma das movimentações de Queiroz mencionadas pelo relatório é um cheque de 24 mil reais emitido em favor da primeira-dama Michelle Bolsonaro, justificada por Jair Bolsonaro como pagamento de um empréstimo de 40 mil reais.

### Demora na homologação do Regime de Recuperação Fiscal do RS
Sem justificativa técnica, Bolsonaro demorou a homologar o documento que permitia a adesão do Rio Grande do Sul ao Regime de Recuperação Fiscal (RRF) em 2022. Segundo apurou o jornal O Estado de S. Paulo junto a fontes do Palácio do Planalto, o deputado federal Onyx Lorenzoni, ex-ministro do governo Bolsonaro e candidato ao governo do Rio Grande do Sul, estaria tentando convencer Bolsonaro a não assinar a homologação do plano. O atraso levaria a um agravamento da situação econômica do estado e de suas contas públicas. Segundo o Estadão, Bolsonaro e Onyx estariam agindo para que o Rio Grande do Sul não aderisse no RRF, para que Onyx, líder nas pesquisas de intenção de voto ao governo do estado, pudesse governar livre de vínculos fiscais com o governo federal.
Com aval do Tesouro Nacional, o plano havia sido enviado em 24 de maio pelo Ministério da Economia à presidência da República, mas acabou sendo homologado por Bolsonaro somente em 20 de junho.

### Ministros investigados e currículos falsos

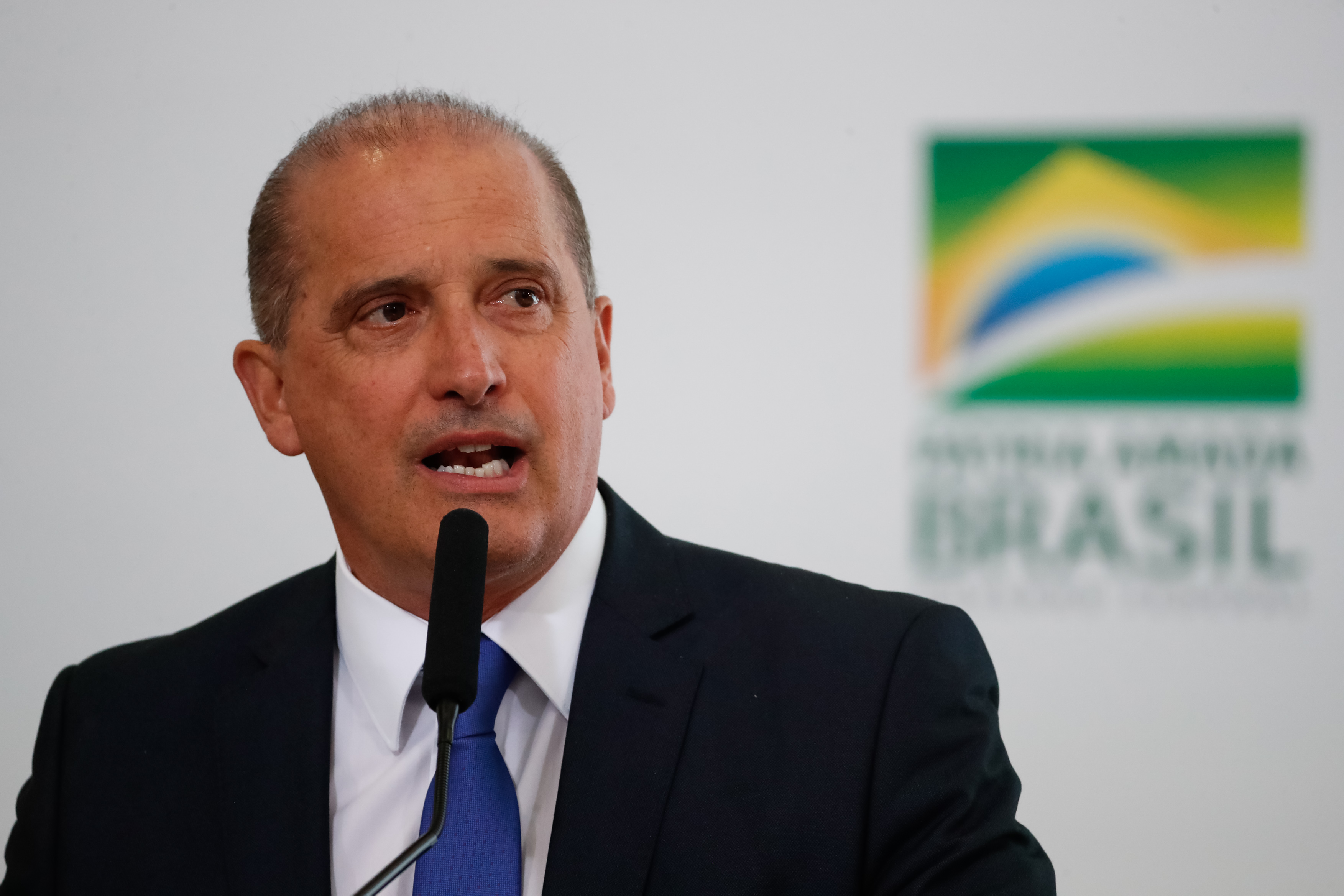
Onix Lorenzoni, atual Ministro da Cidadania.

Entre os 22 ministros anunciados inicialmente, cinco eram alvo de investigações: Luiz Henrique Mandetta, Tereza Cristina, Onyx Lorenzoni, Paulo Guedes e Marcos Pontes. Lorenzoni, ministro da Cidadania, era suspeito de ter recebido cem mil reais via caixa dois nas eleições de 2014. A Folha de S.Paulo publicou uma matéria em que o nome do então deputado aparecia em uma planilha investigada pela Procuradoria Geral da República, sendo beneficiário de cem mil reais, em 2012. Tereza Cristina, ministra da Agricultura, foi acusada pela Folha de ter beneficiado a JBS em um processo de arrendamento de terras enquanto era Secretária Estadual de Desenvolvimento Agrário e Produção do Mato Grosso do Sul. Onyx chegou a admitir ter recebido valores não declarados à Justiça Eleitoral para abastecer a campanha em 2014 e pediu desculpas pelo episódio. Ele justificou que não tinha ciência da falta de prestação dos recursos e assinou o chamado "acordo de não-persecução penal", previsto na Lei Anticrime.
Quatro ministros que já trabalharam no governo de Bolsonaro mentiram em seus currículos. Em janeiro, a Folha de S.Paulo reportou que Damares Alves não era "mestre em educação" e "em direito constitucional e direito da família", como afirmava ser em discursos. Ao ser confrontada sobre sua falta de formação acadêmica, Damares se justificou afirmando que tais títulos seriam supostamente "autorreconhecidos", em razão de uma passagem bíblica: Efésios 4:11 ("E Ele designou alguns para apóstolos, outros para profetas, outros para evangelistas e outros para pastores e mestres"). Damares alegou que a condição de pastora de sua igreja lhe tornava uma "mestre dentro da perspectiva cristã", um título reservado a todos aqueles que se dedicam ao estudo bíblico. De acordo com a justificativa oferecida pela ministra, essa seria uma espécie de mestre diferente daqueles que ela classificou como "mestres seculares" - indivíduos cujo conhecimento especializado em determinado campo do saber acadêmico é certificado por instituições de ensino superior. Após a equipe de reportagem da Folha de S.Paulo inquirir Damares sobre este tema, o currículo da ministra publicado no site do ministério sob sua guarda passou a dizer apenas que ela se formou na Faculdade de Direito de São Carlos, e em Pedagogia pela Faculdade Pio Décimo. Em fevereiro, o The Intercept mostrou que Ricardo Salles não é mestre em direito público pela Universidade Yale. Em 2019, após a universidade confirmar que Salles nunca estudou lá, ele alegou que a informação fora fornecida incorretamente por um assessor. O currículo Lattes de Ricardo Vélez continha 22 erros, conforme o jornal Nexo, e seu sucessor no Ministério da Educação, Abraham Weintraub, também apresentava um currículo inconsistente, segundo a Folha. Na sociedade brasileira em geral, estimou-se que sete em cada dez profissionais mentiam em seus currículos. Porém, os currículos que continham mentiras maiores, como o aumento do grau de escolaridade e cursos falsos, eram apenas 12 e 10 por cento do total, respectivamente, conforme levantamento de 2018.

### Diminuição da transparência governamental
Segundo levantamento do jornal Folha de S.Paulo, houve treze medidas visando a dificultar o acesso à informação pela sociedade civil desde 2019.
Em janeiro de 2019, o vice-presidente Hamilton Mourão assinou um decreto alterando as regras de aplicação da Lei de Acesso à Informação, que permite a delegação da competência de classificação como ultrassecreta e secreta a agente público. Mourão estava no exercício da presidência da República, pois Bolsonaro havia viajado para participar do Fórum Econômico Mundial em Davos, na Suíça. Ao regulamentar o texto da lei, o Decreto 7.724/12 proibiu a delegação para esses graus de sigilo, passando a classificação ultrassecreta exclusiva do presidente e do vice-presidente da República, de ministros e autoridades equivalentes, comandantes das Forças Armadas e chefes de missões diplomáticas no exterior. O presidente Bolsonaro, após seu retorno ao país, revogou o decreto de Mourão, após pressão de grupos da sociedade civil e risco de derrota no Congresso.
Em maio de 2019, o Ministério da Economia, através da Secretaria Especial de Previdência e Trabalho, classificou estudos e pareceres técnicos a respeito da Proposta de Emenda Constitucional da Reforma da Previdência como sigilosos, o que impossibilitou o acesso aos mesmos. Porém, após pressão do Congresso o governo liberou parte dos dados. Ademais, houve uma redução orçamentária de 25% para a realização do Censo 2020, realizado pelo IBGE, que foi apresentado por alguns jornais como uma tentativa de causar um impacto negativo sobre os dados da pesquisa. Entretanto, a presidente do IBGE, Susana Guerra, afirmou em uma audiência na Câmara que: “Mesmo sem o corte orçamentário, os ajustes nos questionários seriam feitos. A gente precisa olhar para frente”. Além disso, neste mesmo mês, o governo censurou um estudo feito pela Fundação Oswaldo Cruz que fora encomendado pelo Ministério da Justiça no valor de sete milhões de reais provindos de dinheiro público, com o pretexto de que o ministro da cidadania Osmar Terra discordara dos resultados. Em entrevista para o jornal O Globo, Osmar Terra disse: “Andei nas ruas de Copacabana, e estavam vazias. Se isso não é uma epidemia de violência que tem a ver com as drogas, eu não entendo mais nada". Após três meses de pressão, o governo liberou os dados.
Em julho de 2019, Bolsonaro sancionou a lei 13.853, com nove vetos, para a criação da Autoridade Nacional de Proteção de Dados. Um destes vetos foi sobre o dispositivo que proibia o poder público de compartilhar os dados dos autores de pedidos de acesso à informação, através da LAI. A razão do veto foi justificado pelo presidente: “A propositura legislativa, ao vedar o compartilhamento de dados pessoas no âmbito do Poder Público e com pessoas jurídicas de direto privado, gera insegurança jurídica, tendo em vista que o compartilhamento de informações relacionadas à pessoa natural identificada ou identificável, que não deve ser confundido com a quebra do sigilo ou com o acesso público, é medida recorrente e essencial para o regular exercício de diversas atividades e políticas públicas. Sob este prisma, e a título de exemplos, tem-se o caso do banco de dados da Previdência Social e do Cadastro Nacional de Informações Sociais, cujas informações são utilizadas para o reconhecimento do direito de seus beneficiários e alimentados a partir do compartilhamento de diversas bases de dados administrados por outros órgãos públicos, bem como algumas atividades afetas ao poder de polícia administrativa que poderiam ser inviabilizadas no âmbito do Sistema Financeiro Nacional.” O veto foi mantido posteriormente pelos demais poderes.

### Indicação de filho como embaixador

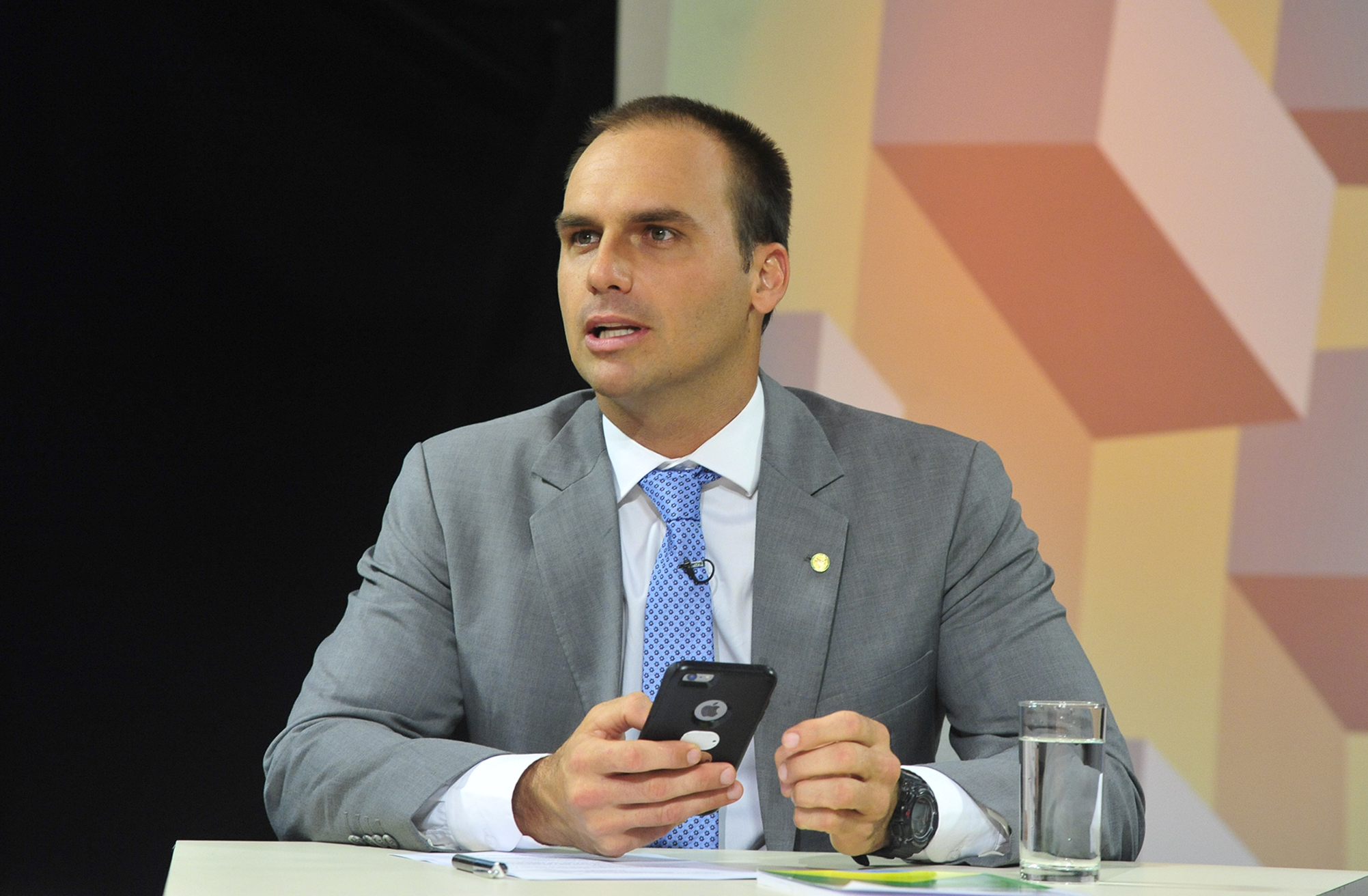
Eduardo Bolsonaro foi indicado pelo pai como o possível embaixador do Brasil nos Estados Unidos.

Em julho de 2019, Bolsonaro anunciou a intenção de nomear seu próprio filho, o deputado federal Eduardo Bolsonaro, como o novo embaixador do Brasil nos Estados Unidos em Washington, D.C, o que gerou controvérsia nos meios diplomáticos. "Vou nomear, sim. E quem disser que não vai mais votar em mim, lamento", declarou, contestando a acusação de nepotismo. Posteriormente, Bolsonaro voltou a justificar sua escolha, ao explicar que queria se aproximar com os países de "primeiro mundo" para que eles ajudem a explorar o minério de terras indígenas: "Por isso, a minha aproximação com os Estados Unidos. Por isso, eu quero uma pessoa de confiança minha na embaixada dos EUA (...) Vocês acham que eu colocaria um filho meu em um posto de destaque desse para pagar vexame? Quero contato rápido e imediato com o presidente americano", ressaltou. Eduardo, por sua vez, rebateu as críticas e enumerou seus méritos para dirigir a cobiçada legação: "Presido a comissão de Relações Exteriores da Câmara, tenho vivência, fiz intercâmbio, fritei hambúrguer lá nos Estados Unidos, e melhorei meu inglês".
Jair Bolsonaro lançou a proposta, que causou controvérsia entre os diplomatas profissionais, justamente no dia em que o indicado completou 35 anos – exatamente a idade mínima que a lei brasileira estabelece para ser embaixador. Apesar do apoio do presidente ser essencial, ele não é suficiente. A indicação deve ser aprovada também pelo Senado, em votação secreta. A Controladoria-Geral da União se manifestou em favor da nomeação. Segundo o órgão, a indicação não pode ser entendida como nepotismo, visto que súmulas do Supremo Tribunal Federal indicam vedações de nepotismo para ocupação de cargos por familiares do Presidente apenas quando se tratam de cargos estritamente administrativos (em comissão, função gratificada, cargos de direção e assessoramento) e não de cargos políticos. Um parecer técnico de consultores legislativos do Senado concluiu que a nomeação deveria ser enquadrada como nepotismo por entender que o cargo da embaixada é um cargo comissionado comum. No dia 22 de outubro, no entanto, Eduardo decidiu desistir do cargo de embaixador para assumir a liderança do PSL na Câmara dos Deputados.

### Flexibilização das regras eleitorais em pleno ano eleitoral
O Congresso Nacional aprovou, dia 12 de julho de 2022, ano eleitoral, um pacote que abre caminho para uma "farra" de distribuição de recursos públicos. Em menos de vinte minutos, os parlamentares votaram dois projetos que tornam ainda mais oculto o 'orçamento secreto', autorizam o governo a distribuir de cesta básica a tratores no meio da campanha, e permitem ao Executivo tirar verba já reservada a um município para colocar em outro, de acordo com conveniências políticas. As medidas contrariam pareceres técnicos, lei eleitoral e até a Constituição. Na prática, políticos que romperem com prefeitos de determinada cidade poderão agora punir a traição, realocando os recursos em outro município. No período eleitoral, a manobra tende a virar moeda de troca. Um prefeito pode, por exemplo, perder o dinheiro já reservado para sua cidade se um candidato a deputado ou a senador considerar que ele não entregou os votos prometidos.

### Ampliação de isenção de impostos a pastores evangélicos
Em 1° de agosto de 2022, dias antes do começo da campanha eleitoral para o cargo de Presidente da República, a Receita Federal ampliou a isenção de impostos a pastores no momento em que Bolsonaro busca consolidar o apoio do público evangélico a sua tentativa de reeleição. A medida foi citada por Bolsonaro em encontro com religiosos, transmitido ao vivo nas redes sociais no primeiro dia da campanha, e atende a um pedido feito pelos pastores. O ato foi assinado pelo secretário especial da Receita, Julio Cesar Vieira Gomes, que é próximo do senador Flávio Bolsonaro (PL-RJ), filho do presidente, e tem interlocução direta com o chefe do Executivo.
Durante seu governo, houve inúmeros benefícios a igrejas e aos seus integrantes. Em março de 2021, Bolsonaro estimulou publicamente a derrubada de um veto seu pelo Congresso, feito a pedido de Paulo Guedes, a um dispositivo de um projeto de lei que concedia perdão a dívidas de igrejas, o que acabou ocorrendo. No mesmo projeto de lei, Bolsonaro sancionou dispositivo que anulou autuações da Receita anteriores a uma lei de 2015 que determinou que os valores pagos, em dinheiro ou como ajuda de custo, a ministros ou membros de ordem religiosa não configuram remuneração direta ou indireta. O artigo sancionado por Bolsonaro anulou autuações anteriores a junho de 2015, data de publicação da regra. Somente na Receita Federal, o total de débitos pendentes de entidades religiosas era de aproximadamente R$ 1 bilhão, de acordo com informação colhida por auditores a pedido do Congresso em meados de 2019. Na PGFN (Procuradoria-Geral da Fazenda Nacional), havia na mesma época outros R$ 462 milhões em dívidas registradas.

## PSL

### Candidaturas de fachada
| |  | |
| Gustavo Bebianno, ex-ministro da Secretaria-Geral da presidência, exonerado após a repercussão do caso. |  | Marcelo Álvaro Antônio, ministro do Turismo, acusado de patrocinar esquema de candidaturas laranjas em Minas Gerais. |

O chamado "Laranjal do PSL" é um esquema de corrupção que veio a público em fevereiro de 2019 e levanta suspeita de irregularidades no Partido Social Liberal (PSL) pelo suposto uso de candidatos "laranjas" para o financiamento de campanhas em Minas Gerais e Pernambuco. A primeira revelação, feita no dia 4 de fevereiro pela Folha, era de que o ministro do Turismo, Marcelo Álvaro Antônio (PSL-MG), patrocinou um esquema de candidaturas falsas para desviar verba pública para cota de gênero, que prevê que ao menos 30% das candidaturas e do fundo partidário devem ser destinado à mulheres.
Alegou-se que a verba das candidaturas de fachada foi liberada por Gustavo Bebianno, ministro da Secretaria-Geral da presidência, que na época era presidente nacional do partido. Bebianno disse que havia conversado com Bolsonaro sobre o assunto três vezes. Carlos Bolsonaro, no entanto, desmentiu Bebianno numa rede social, chamando-o de "mentiroso". Bebianno sustentou sua posição e disse à imprensa que não iria se demitir do cargo, mas declarou que havia perdido a confiança no presidente por ele "usar seus filhos em manobras políticas".
A situação o levou a ser exonerado no dia 18 de fevereiro e substituído por Floriano Peixoto Vieira Neto, sendo essa a primeira queda de ministro no governo. No dia 7 de março veio a público uma nova denúncia de candidatura laranja contra Marcelo Antônio, denunciado formalmente ao TRE-MG pela candidata Zuleide Oliveira. Em setembro, Marcelo foi denunciado pelo Ministério Público de Minas Gerais e pela Polícia Federal por falsidade ideológica, apropriação indébita eleitoral e associação criminosa.

### Tensão e ruptura

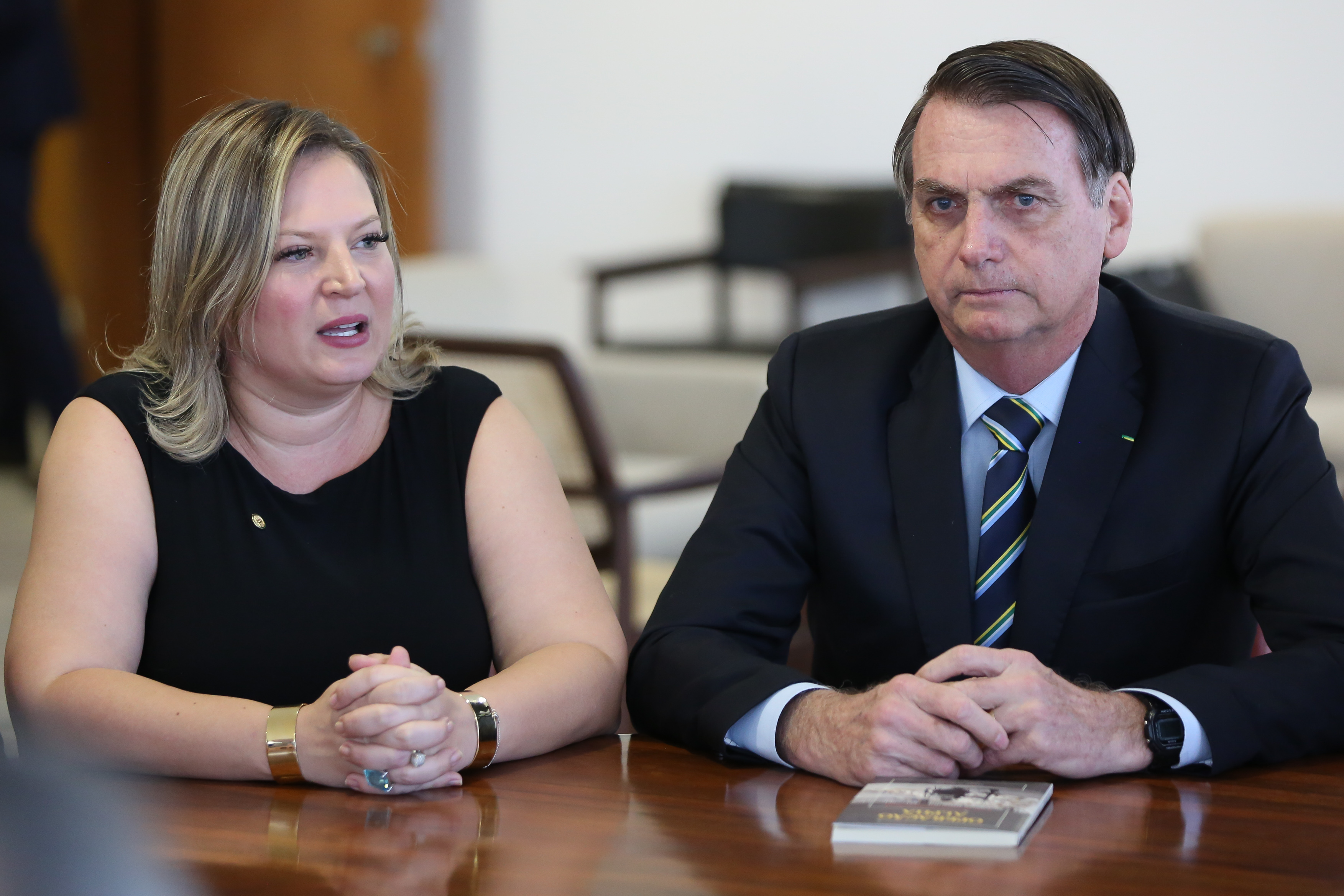
Bolsonaro ao lado da então líder do governo no Congresso Nacional, Joice Hasselmann, meses antes dela ser destituída do cargo.

Conflitos internos marcaram início do governo do presidente Jair Bolsonaro. O presidente foi elogiado por Olavo de Carvalho, por ser eleito sem apoio das elites partidárias, através da vontade do povo; Bolsonaro se recusou a nomear pessoas com filiação partidária na maioria dos cargos de seu gabinete, preferindo nomear militares (classe de Jair Bolsonaro), pessoas com apoio de cristãos evangélicos (que apoiaram Bolsonaro) e indicados pelo próprio Olavo de Carvalho (comumente retratado pela mídia como o mentor ideológico do presidente); até para seu próprio partido, o Partido Social Liberal, foram dados poucos cargos no gabinete. Existem indícios de que Bolsonaro e sua família negociaram sair do partido, e migrar para a União Democrática Nacional, partido que está em processo de formação.
A tensão no partido piorou em outubro de 2019 quando Bolsonaro disse a um apoiador que se apresentou como um possível candidato a vereador pelo PSL para esquecer o partido, alegando que o presidente do partido, Luciano Bivar, estava "queimado", provavelmente referindo-se a investigações sobre supostas irregularidades em sua campanha eleitoral de 2018 pelo cargo de deputado federal. O partido se viu dividido entre os seguidores de Bivar, e os de Bolsonaro; um áudio vazado mostrou que Bolsonaro pediu assinaturas de outros parlamentares para destituir Delegado Waldir da liderança do partido na Câmara dos Deputados, e tentar substitui-lo pelo seu filho, o deputado Eduardo Bolsonaro. No entanto, os apoiadores de Bivar formaram uma lista com maior número de assinaturas e recolocaram Waldir no cargo. No mesmo dia, Bolsonaro destituiu a deputada Joice Hasselmann do cargo de líder do governo no Congresso após ela assinar a lista que recolocou Waldir brevemente de volta no cargo de líder do PSL na Câmara e anunciou o senador Eduardo Gomes em seu lugar. Poucos dias depois, uma nova lista foi protocolada pelos parlamentares pró-Bolsonaro, esta continha 29 assinaturas e retirou Delegado Waldir e colocou Eduardo Bolsonaro como líder do PSL na Câmara. Finalmente, em Novembro de 2019, Bolsonaro anuncia a saída do partido.

## Conflitos com o STF
O governo Bolsonaro acumulou diversas derrotas no Supremo Tribunal Federal (STF) ao longo de 2019 e de 2020, entre as principais estão a suspensão da nomeação de Alexandre Ramagem para a diretoria-geral da Polícia Federal e a abertura de um inquérito para investigar as denúncias de Sérgio Moro (que acusou o presidente de interferência política na PF).
Essas ações motivaram a organização de manifestações e protestos reivindicando uma "intervenção militar", o fechamento do Congresso e do STF e uma reedição do AI-5. O próprio presidente tomou parte nessas manifestações e solicitou que a população fosse às ruas para defender o governo.
Como consequência, a Procuradoria-Geral da República solicita ao STF a abertura do chamado "inquérito dos atos antidemocráticos", com o objetivo de apurar a organização e o patrocínio dos atos e a possível violação da Lei de Segurança Nacional. O relator, Alexandre de Moraes, autorizou a quebra do sigilo bancário de dez deputados federais e um senador bolsonaristas e um mandato busca e apreensão nas residências de 21 militantes bolsonaristas, entre eles organizador e o marqueteiro da Aliança Pelo Brasil.
Outro fator de atritos com o STF, o "Inquérito das Fake News", também sob Alexandre de Moraes, investiga ameaças, ofensas e calúnias contra integrantes da Corte, bem como o financiamento e disseminação de notícias falsas. O inquérito, que mira o chamado "gabinete do ódio" (um grupo de assessores da Presidência que seria controlado pelo filho do presidente Carlos Bolsonaro) resultou em mandatos de buscas e apreensão em endereços de 29 militantes bolsonaristas em maio de 2020.

### Reunião citando intervenção

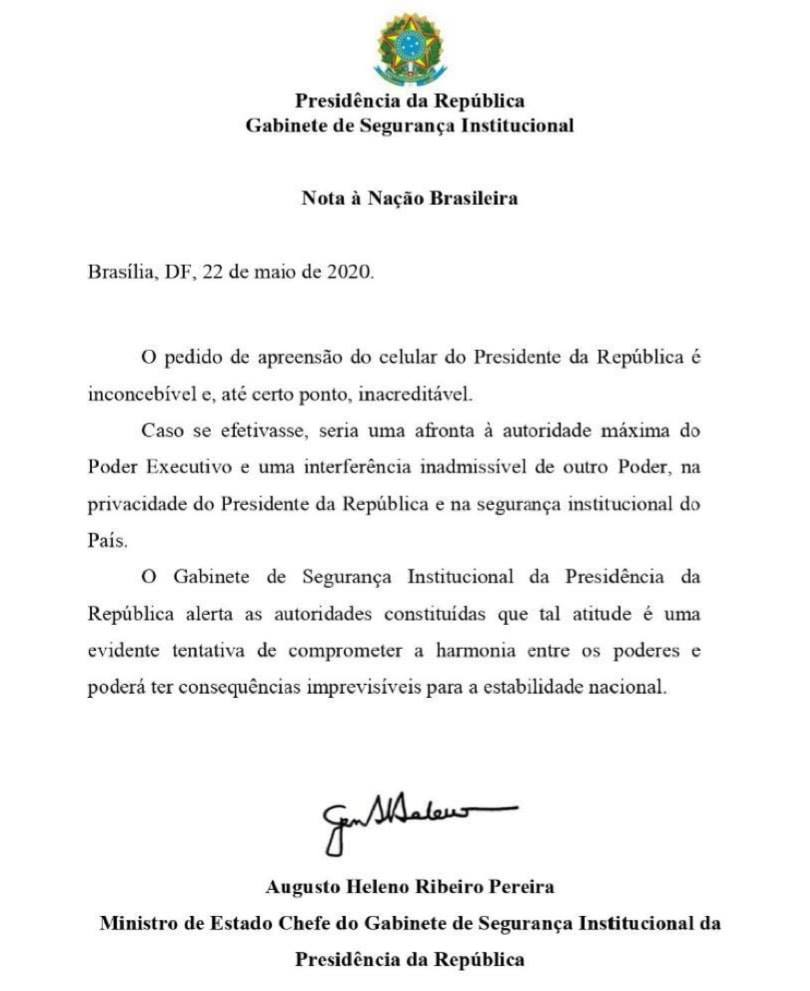
Nota à Nação Brasileira por Augusto Heleno

Segundo matéria da revista Piauí de agosto de 2020, durante uma das piores crises entre o executivo e o judiciário, o presidente se reuniu a portas fechadas com Walter Braga Netto, Luiz Eduardo Ramos e Augusto Heleno. A reunião que teria acontecido no dia 22 de maio de 2020, teve como estopim o fato do ministro Celso de Mello, consultara a Procuradoria-Geral da República para saber se deveria ou não mandar apreender o celular do presidente e do seu filho, o então vereador Carlos Bolsonaro.
Bolsonaro queria mandar tropas do exército para o Supremo Tribunal Federal porque os ministros, na sua opinião, estavam passando dos limites em suas decisões e diminuindo sua autoridade. Ao chegar no Supremo Tribunal Federal, a ideia era que os militares destituiriam os atuais onze ministros e os substitutos, militares ou civis, seriam então nomeados por Bolsonaro, ficando no cargo "até que aquilo esteja em ordem", segundo as palavras do presidente.
Na tentativa de acalmar os ânimos do presidente da República, o ministro-chefe do Gabinete de Segurança Institucional Augusto Heleno, que também é general da reserva do Exército Brasileiro, escreveu no mesmo dia em seu Twitter uma nota na qual citava os acontecimentos e fazia ameaças veladas ao Supremo Tribunal Federal.
O Gabinete de Segurança Institucional da Presidência da República alerta as autoridades constituídas que tal atitude é uma evidente tentativa de comprometer a harmonia entre os poderes e poderá ter consequências imprevisíveis para a estabilidade nacional.— Augusto Heleno 
A nota gerou grande repercussão e diversas críticas tanto por parte da sociedade civil como de entidades e congressistas.

## Apoio à mídia pró-governo e propaganda
Em janeiro de 2019, as condições de trânsito livre na posse do presidente Jair Bolsonaro foram concedidas à Brasil Paralelo, Terça Livre TV e Conexão Política, enquanto jornalistas de vários veículos relataram limitações ao trabalho de cobertura jornalística da posse, inclusive quanto à alimentação, banheiro e acesso a autoridades e fontes.
A produtora Brasil Paralelo, conhecida pelo ativismo pró-Bolsonaro foi escolhida para veicular uma de suas séries pelo canal estatal TV Escola. As produções da empresa têm sido apontadas como alinhadas às ideias de personalidades da extrema direita brasileira  e têm sido criticadas por distorcer a história do Brasil e de Portugal. A exibição na TV Escola foi repudiada pela regional São Paulo da Associação Nacional de História, que classificou o material como "propaganda ideológica de um grupo extremista", contendo "versões mentirosas e negacionistas da história".
Além de usar dinheiro público para destinar mais verba às emissoras pró-governo, o levantamento divulgado pela Agência Pública mostrou que a SECOM pagou campanhas publicitárias para favorecer o governo, dentro e fora do Brasil. Na RecordTV foi divulgada a "Agenda Positiva", para passar uma imagem favorável do governo à população. Outra peça publicitária pró-governo transmitida na emissora foi o "Dia da Amazônia", após o governo Bolsonaro receber críticas internacionais com as queimadas na Amazônia. Fora do Brasil, durante a pandemia de COVID-19, foi divulgada a campanha "Brasil no Exterior" para "combater a percepção do país no exterior, face a alguns temas negativos que estão sendo veiculados e repercutidos internacionalmente", sobretudo as "notícias negativas em relação ao governo e à conduta do Presidente".
Escrevendo para o Congresso em Foco, Julio Marcelo, Procurador de Contas junto ao TCU, apontou que a constituição não permite que o governo use dinheiro público para se promover explicitamente, porém, se aproveitando da falta de debate, alguns políticos, como os do governo Lula e Bolsonaro, fazem uso de propaganda indireta: 
O debate acerca da licitude de ações de publicidade do governo não é novo. Contudo, não avançou o suficiente para banir da cultura política nacional a publicidade que, embora não mencione o nome do governante, faz uso de slogans e logomarcas que remetem diretamente ao governante A ou B. Todos sabem a quais presidentes da República se vinculam slogans como "Brasil, um país de todos” ou "Pátria amada, Brasil". Ora, se todos sabem, é porque a norma constitucional está sendo burlada.— Julio Marcelo, Congresso em Foco
Comparando com as gestões anteriores, até janeiro de 2021, o governo Bolsonaro gastou 17 vez mais com propagandas no exterior. Segundo Dawisson Belém Lopes, professor do departamento de Relações Internacionais da UFMG, essa é uma tentativa do governo, de fazer uma "contenção de danos" para evitar a perda de investimentos devido à imagem ruim do Brasil no exterior.
O governo Bolsonaro também usou a máquina de propaganda para promover o general Eduardo Pazuello como "especialista em logística" no Ministério da Saúde. Mais tarde, foi divulgado que o general não tem formação acadêmica na área.

## Pronunciamento de Roberto Alvim
Em 16 de janeiro de 2020, Roberto Alvim, como secretário especial da Cultura do Ministério do Turismo publicou nas redes sociais um vídeo institucional em que parafraseia trechos de um discurso feito a diretores de teatro em 1933 por Joseph Goebbels, ministro da Propaganda da Alemanha Nazista. Durante o vídeo, a música de fundo era a ópera Lohengrin, de Richard Wagner, apreciada por Adolf Hitler, bem como a disposição do cenário e o discurso foram apontados como muito similares à estética empregada pela propaganda nazista.
O vídeo causou indignação da opinião pública. A Confederação Israelita do Brasil, o presidente da Câmara Federal, Rodrigo Maia, e o presidente do Senado Federal, Davi Alcolumbre, pediram a demissão do secretário.  O vídeo também recebeu manifestações de repúdio de outros políticos de diversos partidos, de ministros do Supremo Tribunal Federal, de jornalistas e de personalidades da classe artística.
Inicialmente, o governo declarou que não comentaria o episódio e Bolsonaro considerou manter Alvim no cargo, após este ter afirmado que a associação do vídeo com o nazismo teria sido mera coincidência. Diante da ampla repercussão negativa, no entanto, o secretário foi exonerado.
Alvim afirmou que apesar de a citação ter "origem espúria", as ideias refletidas no discurso são condizentes com o seu posicionamento e explicou que a filiação de Goebbels com o nacionalismo na arte é semelhante à sua, mas que não se pode depreender daí uma concordância sua com toda a parte espúria do ideal nazista. Mais tarde, declarou que desconhecia a origem da frase e que, se soubesse, jamais a teria empregado. Por outro lado, funcionários de sua assessoria declararam que o secretário tinha consciência da autoria da frase e das semelhanças estéticas do vídeo com a propaganda nazista. Posteriormente, Alvim declarou desconfiar de "ação satânica" no evento.
O edital sancionado por Alvim no valor de 20 milhões de reais e que subsidiaria produções de filmes, quadrinhos, peças e exposições de arte foi cancelado.

## Armamento da população
Segundo um levantamento divulgado pelo Poder360, o número de armas na mão da população triplicou, de 2018 até 2020. Segundo Leandro Piquet Carneiro, professor da USP e pesquisador sobre políticas de segurança pública, isso mostra "desorganização do ambiente regulatório que o governo Bolsonaro tem promovido": 
O que a gente tem observado é uma estratégia política, uma política de governo, no sentido de ceder a esse discurso armamentista e com isso facilitar o acesso ao porte de armas. Isso é perceptível em vários momentos, as arminhas na mão e as várias normativas (...) [Já havia antes de Bolsonaro] uma demanda reprimida por armas (...) Porque o Brasil é um país muito violento, as pessoas se sentem inseguras, tem muita área rural (...) a população se vê encorajada com esse acesso facilitado (...) a população precisa se armar para se sentir mais segura (...) É uma falência do Estado assumindo sua incompetência em prover a segurança pública, então ele delega a segurança ao cidadão.
(...)
Mais armas disponíveis nos domicílios significa a possibilidade que essas armas sejam carregadas em conflitos interpessoais: briga de vizinho, briga no trânsito, feminicídio, a violência na família. A presença da arma potencializa os resultados letais.— Leandro Piquet Carneiro
Já o pesquisador do Núcleo de Estudos sobre Violência e Segurança da UnB Welliton Caixeta Maciel ligou o aumento das vendas de armas a existência de "um lobby muito forte da indústria armamentista. (...) Esse lobby vem sendo construído há muito tempo no Congresso e, com o atual governo, se viu favorecido".

## Interferências em órgãos públicos

### Polícia Federal

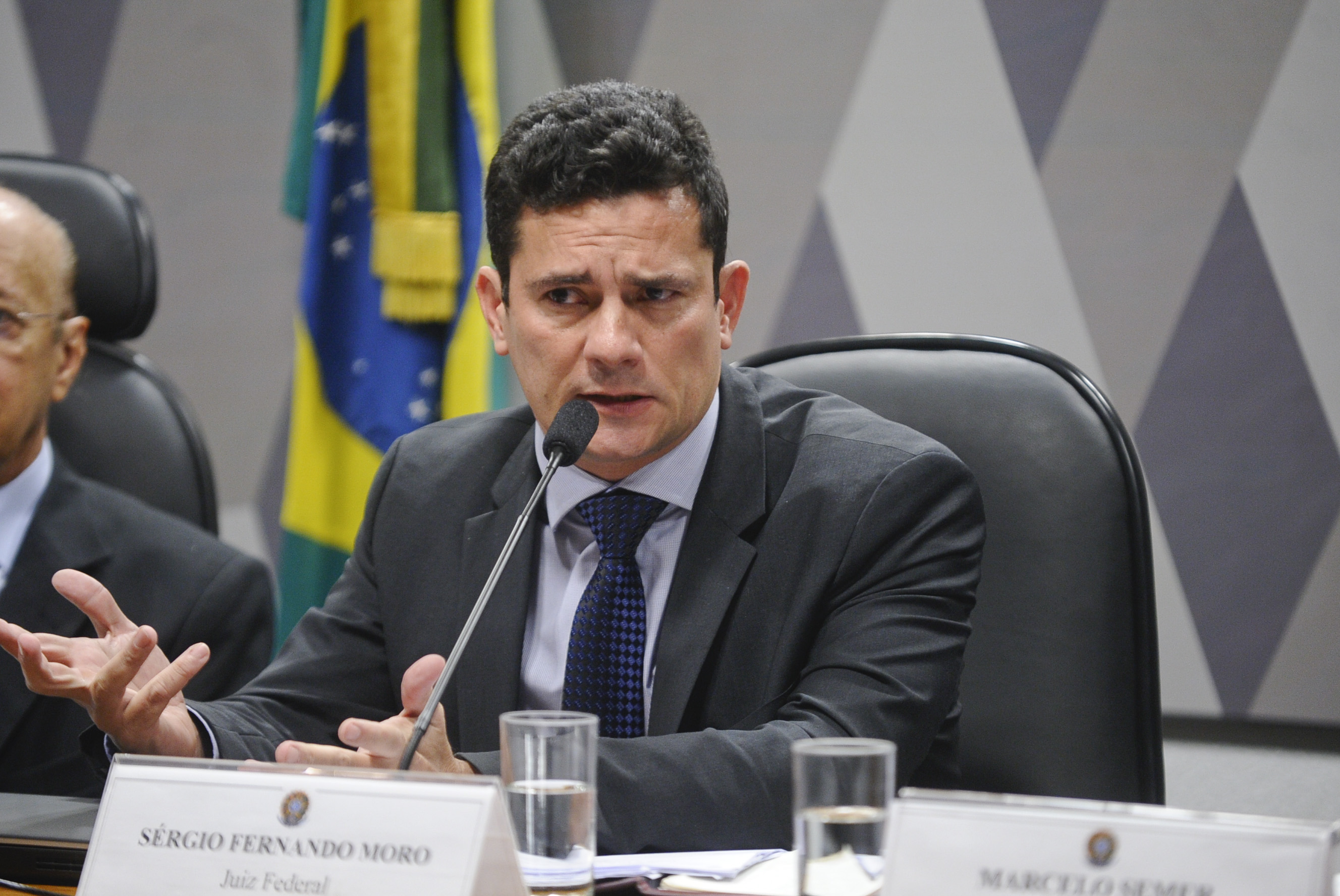
Sergio Moro pediu demissão do cargo de ministro da Justiça após a exoneração do diretor-geral da Polícia Federal, Maurício Valeixo.

Em agosto de 2019, Bolsonaro anunciou que o comando da Polícia Federal no Rio de Janeiro seria trocado por questões de "gestão e produtividade". Uma nota oficial da PF, no entanto, negou problemas de desempenho da chefia. O superintendente da PF no Rio era o delegado federal Ricardo Saadi e o nome escolhido pelo diretor-geral da PF, Maurício Valeixo, para substituir Saadi seria o do delegado Carlos Henrique Oliveira Sousa, superintendente em Pernambuco. No entanto, após a PF indicar publicamente o escolhido, Bolsonaro afirmou que o indicado seria, na verdade, o superintendente no Amazonas, Alexandre Silva Saraiva, e emendou sua declaração afirmando que "quem manda sou eu". No mesmo dia, entretanto, Bolsonaro disse que a decisão final "tanto faz". Historicamente, a escolha de superintendentes era feita pelo diretor-geral, sem ingerência do governo. Por isso, delegados chegaram a cogitar um pedido de demissão coletiva e o presidente da Associação Nacional de Delegados de Polícia Federal (ADPF), Edvandir Felix de Paiva, afirmou que a influência do presidente deveria se limitar à escolha do diretor-geral. A PF manteve a escolha de Sousa para o cargo no Rio.
No dia 24 de abril de 2020, Sergio Moro deixou o Ministério da Justiça após anunciar a sua demissão em um pronunciamento oficial depois de um ano e quatro meses no cargo. A decisão teria sido motivada pela exoneração do diretor-geral da Polícia Federal, Maurício Valeixo, por parte do presidente da República, sem o conhecimento do ministro. Segundo Moro, Bolsonaro lhe teria dito que desejava indicar para a direção da PF alguém de seu contato pessoal, de quem pudesse receber informações sobre investigações em andamento no Supremo Tribunal Federal e que, das 27 superintendências no Brasil, queria trocar o comando de apenas uma, a do Rio de Janeiro. Moro afirmou ainda que não havia assinado o decreto de exoneração, embora seu nome tenha sido incluído na publicação, que é a assinatura digital do documento. Declarou também que o presidente não havia apresentado justificativa para a troca do comando da PF, descumprindo o compromisso de que teria concedido "carta branca" para fazer nomeações.

### Receita Federal
Em agosto de 2019, o secretário especial da Receita Federal, Marcos Cintra, decidiu trocar o subsecretário-geral do órgão, José Paulo Ramos Fachada Martins da Silva, em meio a uma crise institucional diante de críticas de autoridades dos três poderes sobre os procedimentos de fiscalização do Fisco. O governo chegou a anunciar a intenção de transformar o órgão em uma autarquia independente, comandada por um funcionário de carreira, mas desistiu da ideia após a troca do secretariado.
Em forma de protesto, auditores fiscais que ocupam altas posições de chefia da Receita ameaçaram entregar os cargos coletivamente caso sejam efetivadas indicações e alterações políticas no órgão. Posteriormente, o próprio Cintra foi demitido do cargo de secretário especial da Receita, sendo substituído pelo auditor-fiscal José Barroso Tostes Neto.

### Abin
Em 23 de agosto de 2019, o governo nomeou e publicou no Diário Oficial da União um ato que torna um agente da Agência Brasileira de Inteligência (Abin) uma pessoa identificada com a matrícula 910004, como “Coordenador-Geral de Articulação com Organizações da Sociedade Civil do Departamento de Relações com Organizações Internacionais e Organizações da Sociedade Civil da Secretaria Especial de Articulação Social da Secretaria de Governo da Presidência da República”.
Tal atitude foi uma resposta do governo a mudanças feitas pelo Congresso no texto da medida provisória (número 870), conhecida como "MP do Controle das ONGs", sob competência da Secretaria de Governo (Segov) da Presidência, chefiada pelo general Luiz Eduardo Ramos. Além de supervisionar o presidente Jair Bolsonaro, a MP original permitiria à Segov "supervisionar, coordenar, monitorar e acompanhar as atividades e as ações dos organismos internacionais e das organizações não governamentais no território nacional".
Após ser pressionado por ONGs, o Congresso editou a medida provisória 870 , e apenas permitiu à Segov "coordenar a interlocução do governo federal com as organizações internacionais e organizações da sociedade civil que atuem no território nacional, acompanhar as ações e os resultados da política de parcerias (…) com estas organizações e promover boas práticas para efetivação da legislação aplicável". Em resposta, o governo criou uma secretaria especial dentro da Segov, e a colocou sob responsabilidade do oficial de inteligência da Abin (identificado com o número 910004).
A pedido da ONG Conectas Direitos Humanos, a Justiça Federal suspendeu a nomeação em 19 junho de 2020. Após a decisão, o general Luiz Eduardo Ramos exonerou o número de matrícula. Ao tentar fazer uma nova indicação, acabou por revelar a identidade do agente, é Rafael Augusto Pinto, nomeado como assessor especial lotado no Departamento de Relações com Organizações da Sociedade Civil da Segov. Na mesma secretaria, Rafael Augusto Pinto é membro da Subcomissão de Articulação Institucional do Conselho Nacional da Amazônia, controlado pelo vice-presidente Hamilton Mourão. Após o evento, aconteceram mais casos nos quais agentes são nomeados ou movidos cargos de forma suspeita pelo governo.
Não há mais uma tentativa velada ou suspeitas. A espionagem é explícita, como foi colocada na medida provisória que o Congresso alterou. O governo quis nomear alguém para fazer o controle das entidades. É o uso da máquina para criar um sistema paralelo de inteligência.— Camila Asano, ONG Conectas
Camila Asano apontou que a indicação de um agente sem nome para o cargo público foi uma tentativa do governo criar um ambiente hostil contra as ONGs, seguindo as ameaças iniciadas desde a posse do presidente Jair Bolsonaro. Ao pedir acesso ao requerimento, Jaques Wagner (PT-BA) questionou uma das nomeações, a de Tarcisio Lima Franco, apontando que não existe amparo legal dos deslocamentos de agentes para outros órgãos do governo, como a Casa Civil.
A Agência Pública estimou que existem mais de uma centena de agentes distribuídos em ministérios, a maioria dos governos anteriores.
Uma autoridade que participou da reunião, ouvida por Pública com o compromisso de não ter o nome citado, contou que há cerca de um mês, em visita ao Conselho Superior do Ministério Público Federal, o diretor da Abin, Alexandre Ramagem, afirmou a interlocutores, que esse número deve aumentar: ele teria dito que a intenção seria reforçar a estrutura de inteligência em todos os órgãos, criando nos ministérios e empresas e autarquias estatais relevantes, assessorias semelhantes ao que foi a Comissão Geral de Investigação (CGI), uma megaestrutura de inteligência que alimentavam o extinto Serviço Nacional de Informações (SNI), usada para espionar adversários do regime militar.— Agência Pública, 15 de dezembro de 2020
A Agência Pública chamou a entrada desses novos agentes no governo de "Revoada de Arapongas", pois eles não passaram por processo seletivo como era feito antigamente.
Outros dois ex-agentes da Abin disseram que os serviços de inteligência já monitoravam os movimentos sociais e as ONGs, mas não era a prioridade. Segundo eles, ganharam relevância a Covid-19 e os embates entre governo federal e os estaduais, que mais recentemente foi pautado por Jair Bolsonaro e o governador de São Paulo, João Dória. Ainda segundo as fontes, também entraram no foco dos agentes as "fofocas políticas", por estarem preocupados com a família Bolsonaro. Tal decisão teria partido do general Augusto Heleno, ministro chefe do Gabinete de Segurança Institucional (GSI), controladora da Abin.
Os órgãos públicos e os citados na reportagem negaram fazer espionagem governamental.
No dia 11 de dezembro de 2020, a revista Época revelou que um dos serviços de inteligência do governo, a Abin, produziu relatórios para ajudar Flávio Bolsonaro com as acusações de corrupção no caso das rachadinhas.

## Resposta à pandemia de COVID-19
O poder executivo, sob recomendação do MS, decretou, oficialmente, emergência sanitária por causa da COVID-19 e enviou ao congresso um projeto de lei para regulamentar a quarentena e receber brasileiros que estavam em Wuhan, o epicentro da doença. Naquele momento, o país ainda não havia confirmado casos, mas a decisão foi tomada para facilitar compras de equipamentos de segurança para agentes de saúde.
Poucos dias depois, o MS e a Fundação Oswaldo Cruz, a pedido da Organização Pan-Americana da Saúde, fizeram a capacitação técnica de representantes de nove países da América do Sul e Cetral para o diagnóstico laboratorial do vírus. O órgão também ampliou o número de países em monitoramento devido ao surgimento de casos da doença na Europa e anunciou a compra de 20 milhões de máscaras cirúrgicas e 600 mil aventais hospitalares em razão do aumento da demanda de atendimentos médicos. No mesmo período, Bolsonaro assinou uma medida provisória destinando crédito extraordinário de 11,2 bilhões de reais ao Ministério da Defesa para custear ações de enfrentamento de emergência de saúde pública.
Em 6 de março, em pronunciamento à nação, Bolsonaro afirmou que não havia motivo para "entrar em pânico" e classificou as recomendações de especialistas como a "melhor medida de proteção". No entanto, ao longo do mês, a postura do então presidente mudou rapidamente, a ponto dele declarar que seu governo estava "ganhando de goleada" do vírus. Na ocasião, a resposta de Bolsonaro à crise da COVID-19 foi reprovada pela população brasileira e começou a ser pauta de panelaços.
No dia 24 de março, através de um pronunciamento em rede nacional, Bolsonaro minimizou a doença ao compará-la a uma "gripezinha" ou "resfriadinho", criticou os meios de comunicação, por, segundo ele, espalhar o pânico entre a população, e ainda afirmou que o país deveria voltar à normalidade, atacando autoridades estaduais e municipais que adotaram medidas sanitárias, as quais ele chamou de táticas de confinamento em massa. Logo após a transmissão, o pronunciamento foi repudiado nas redes sociais, e ainda recebeu críticas negativas da mídia internacional e de autoridades e políticos.

## Bolsolão do MEC
O bolsolão do MEC é um termo usado para se referir a um esquema de corrupção ocorrido no Ministério da Educação do Brasil (MEC) durante o governo de Jair Bolsonaro no ano de 2022.
A nomenclatura "Bolsolão do MEC" foi dada por veículos de imprensa na qual há uma alusão ao escândalo de corrupção anterior do "mensalão" ocorrido no governo Lula em junção ao sobrenome de Jair Bolsonaro, que constantemente afirma que "em seu governo não havia corrupção".